# Kerkrade

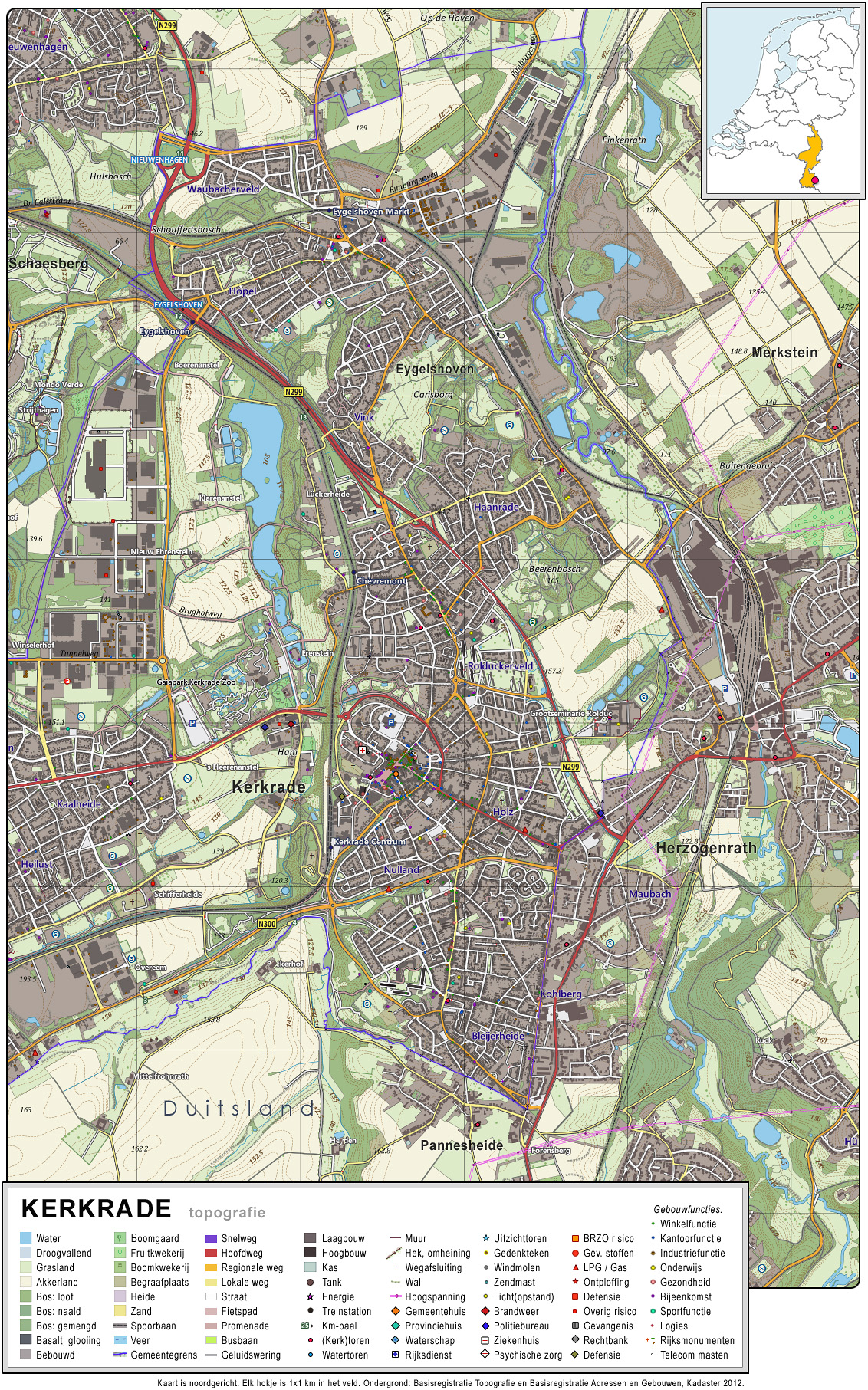
Topografische Karte von Kerkrade, 2011–2012

Kerkrade (anhörenⓘ) (deutsch Kirchrath; im örtlichen Dialekt (Kirchrather Platt): Kirchroa) ist eine niederländische Gemeinde sowie ein Ort in Süd-Limburg. Am 1. Januar 2025 zählte Kerkrade 45.485 Einwohner auf einer Fläche von 22,15 km². Kerkrade liegt an der deutsch-niederländischen Staatsgrenze und grenzt an die deutsche Stadt Herzogenrath. Zusammen mit Herzogenrath bildet Kerkrade die Europäische Modellgemeinde Eurode.
Der deutsche Ortsname Kirchrath wird heute noch in den deutschen Nachbargemeinden verwendet.

## Politik

### Sitzverteilung im Gemeinderat
Der Gemeinderat wird seit 1981 folgendermaßen gebildet:
| Partei                                | Sitze a | Sitze a | Sitze a | Sitze a | Sitze a | Sitze a | Sitze a | Sitze a | Sitze a | Sitze a | Sitze a |
| Partei                                | 1981 b  | 1986    | 1990    | 1994    | 1998    | 2002    | 2006    | 2010    | 2014    | 2018    | 2022    |
| ------------------------------------- | ------- | ------- | ------- | ------- | ------- | ------- | ------- | ------- | ------- | ------- | ------- |
| Burgerbelangen                        | 3       | 4       | 5       | 7       | 8       | 8       | 8       | 9       | 8       | 10      | 11      |
| Ons Kerkrade                          | –       | –       | –       | –       | –       | –       | –       | –       | 4       | 4       | 4       |
| PvdA                                  | 5       | 10      | 8       | 5       | 5       | 4       | 7       | 8       | 4       | 4       | 3       |
| Lokaal Alternatief                    | –       | –       | –       | –       | –       | –       | –       | 3       | 2       | 3       | 3       |
| SP                                    | –       | –       | 0       | –       | –       | –       | 2       | 1       | 3       | 3       | 2       |
| Ouderenpartij Kerkrade                | –       | –       | –       | –       | –       | –       | –       | –       | 1       | 1       | 2       |
| CDA                                   | 13      | 8       | 9       | 7       | 6       | 7       | 5       | 5       | 4       | 2       | 2       |
| VVD                                   | 1       | 1       | 0       | –       | 1       | 1       | 1       | 2       | 2       | 2       | 1       |
| Hart voor Vrijheid                    | –       | –       | –       | –       | –       | –       | –       | –       | –       | –       | 1       |
| GroenLinks                            | –       | –       | 2       | 3       | 3       | 4       | 2       | 1       | 1       | 0       | –       |
| D66                                   | 1       | 0       | –       | 1       | 0       | –       | –       | –       | 0       | 0       | –       |
| BBK Lokaal                            | 7       | 7       | 7       | 8       | 8       | 5       | 3       | –       | –       | –       | –       |
| Lijst Coumans – Har(d)t voor Kerkrade | –       | –       | –       | –       | –       | –       | 1       | –       | –       | –       | –       |
| Leefbaar Kerkrade                     | –       | –       | –       | –       | –       | 2       | 0       | –       | –       | –       | –       |
| PPR                                   | 1       | 1       | –       | –       | –       | –       | –       | –       | –       | –       | –       |
| Gesamt                                | 31      | 31      | 31      | 31      | 31      | 31      | 29      | 29      | 29      | 29      | 29      |

Anmerkungen

### Kollegium von Bürgermeister und Beigeordneten
Im Zeitraum von 2018 bis 2022 besteht eine Koalition aus den Parteien Burgerbelangen, CDA, PvdA und VVD. Die Partei Burgerbelangen stellt dem Kollegium drei Beigeordnete bereit. Die übrigen Koalitionsparteien tragen jeweils einen Beigeordneten bei. Diese wurden im Rahmen einer Ratssitzung am 16. Mai 2018 berufen. Folgende Personen gehören zum Kollegium und sind in folgenden Bereichen zuständig:
| Funktion         | Name                | Partei         | Ressort | Anmerkung                     |
| ---------------- | ------------------- | -------------- | --- | ----------------------------- |
| Bürgermeisterin  | Petra Dassen-Housen | CDA            | öffentliche Ordnung und Sicherheit, Katastrophenschutz, Koordination der Vollstreckung, Eurode und internationale Angelegenheiten, Öffentlichkeitsarbeit und Kommunikation, AB/DB Parkstad Limburg | seit dem 11. Juni 2019 im Amt |
| Beigeordnete     | Tim Weijers         | Burgerbelangen | Raumplanung, Wohnen/Wohnungswesen, öffentlicher Raum, Immobilien, individueller Behandlung von Abwässern, Tourismus, Marketing und Veranstaltungen                                                 | —                             |
| Beigeordnete     | Jo Schlangen        | Burgerbelangen | Bildung, Jugendarbeit, -hilfe, Sport, Wochenmärkte und Kirmessen, integrale Vorgehensweise im Bereich bezirksgezielte Arbeit, Kultur, Beigeordneter für den Bezirk Noord                           | —                             |
| Beigeordnete     | Huub Wiermans       | Burgerbelangen | soziale Angelegenheiten und Reintegration, Personal und Organisation, Zentrumsentwicklung, -management, Entwicklungsbetrieb Kerkrade, Center Court                                                 | —                             |
| Beigeordnete     | Leo Jongen          | PvdA           | Sozialhilfegesetz, Altenpolitik, Volksgesundheit, gesellschaftliche Fürsorge, Bezirksentwicklung, Wohl, Beigeordneter für den Bezirk West                                                          | —                             |
| Beigeordnete     | Dion Schneider      | VVD            | wirtschaftliche Angelegenheiten, Verkehr und Transport, Nachhaltigkeit, Umwelt, Müll und Reinigung, Arbeitsmarkt                                                                                   | —                             |
| Beigeordnete     | Bert Bejas          | CDA            | Finanzen, Informatisierung und Automatisierung, Öffentlichkeitsangelegenheiten und Dienstleistung, Beigeordneter für den Bezirk Oost                                                               | —                             |
| Gemeindesekretär | Harry Coumans       | —              | — | seit Juni 2013 im Amt         |

### Wappen
Das oben rechts abgebildete Wappen der Gemeente Kerkrade basiert auf dem historischen Siegel der früheren Schöffenbank Kerkrade. Das Heroldsbild ist ungeteilt in gold (gelb). Im Schildfuß der Wappenschild der Herzöge von Limburg – in silber (Weiß) ein roter Löwe („Limburger Löwe“). Hinter dem Schild gekreuzt zwei Kohlenhämmer. Diese vergegenwärtigen als einziges neues Element des Wappens die Bergbautradition der Stadt. Hinter Schild und Hämmern stehend der heilige Lambertus im Bischofsgewand mit Bischofsstab in der linken und Schwert in der rechten Hand. Der aktuelle Entwurf des Wappens stammt aus dem Jahr 1887, als Kerkrade dieses als behördliches Siegel einführte.

## Geschichte
Die Geschichte Kerkrades in seiner heutigen Erscheinungsform beginnt im Mittelalter. Allerdings sind Spuren früherer Besiedlung archäologisch belegt. Dies gilt vor allem für das Zeitalter der Antike. Zunächst sei aber auf den Namen der Stadt eingegangen.

### Ortsnamen
Der Name „Kerkrade“ entstand im frühen Mittelalter und bildet sich aus zwei Teilen. Dabei bezeichnet die Ortsnamensendung -rade ähnlich wie die verwandten Endungen -rod, -roda, -rodt, -rode, -raedt, -raht, -rath, -reut(h), -reute, -ruit oder -ray als Ableitung vom Begriff Rodung eine Siedlung, die an der Stelle eines abgeholzten Waldes liegt. Aus karolingischer Zeit ist tatsächlich bekannt, dass in der Gegend nördlich von Aachen weite Teile des Geländes noch bewaldet waren. Vergleichbare Ortsnamen treten in der näheren Umgebung durchaus gehäuft auf, zum Beispiel im Kerkrader Ortsteil Haanrade (ehem. Haenrath, Hagenrode), im Namen der Schwesterstadt Herzogenrath oder in Namen zahlreicher umliegender Orte wie Bergrath, Röhe (beide zu Eschweiler gehörend), Leerodt, Süggerath, Hatterath, Gillrath, Randerath, Hastenrath (alle nahe Geilenkirchen), Benzenrade, Venray, Elkenrade, Amstenrade (alle in Limburg gelegen), Welkenraedt, Hergenrath und Raeren (nahe Kelmis, Provinz Lüttich, Belgien).
Zu erklären ist die Häufung dieser Ortsnamen mit der historischen Bedeutung der benachbarten Stadt Aachen als Kaiserpfalz und mittelalterlicher Krönungsstätte sowie der Lage der Region zwischen den bedeutenden Lebensadern Rhein und Maas. All dies führte nebst natürlicher Faktoren nach den Wirren der Völkerwanderung zu einer neuerlichen Erschließung und Besiedlung dieses Raums.
Der Erste Teil des Namens, also Kerk-, bedeutet Kirche und ist ebenfalls sehr weit verbreitet, taucht allerdings in der Region häufiger als Straßen- oder Flurname auf und ebenso in einer Anzahl regionaltypischer Familiennamen (zum Beispiel O(u)dekerken oder Kerkhoff(s)). Die deutsche Wortform Kirch- taucht immerhin im benachbarten Herzogenrath im Namen des Ortsteils Kircheich und ebenso im Ortsnamen Geilenkirchen (früher: Gelekerke) auf.

### Früheste Spuren menschlicher Besiedlung im Raum Kerkrade

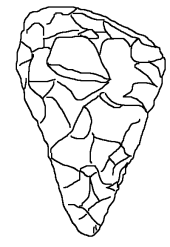
Steinzeitlicher Faustkeil, wie er auch im Süden Kerkrades gefunden wurde

Die ältesten archäologischen Funde, die auf Kerkrader Stadtgebiet bis in die Steinzeit zurückweisen, stammen aus der Zeit um 60.000 v. Chr. Dabei handelt es sich um Faustkeile, welche offenbar von Neandertalern hinterlassen wurden. Gefunden wurden sie in der Umgebung des früheren Bergwerks Domaniale Mijn.
Sonstige definitive Nachweise prähistorischer Besiedlungen für das Stadtgebiet von Kerkrade sind bislang nicht erbracht. Allerdings darf mit einiger Wahrscheinlichkeit weitere prähistorische Besiedlung angenommen werden, wie sie beispielsweise für einige benachbarten Räume in der Euregio Maas-Rhein, darunter zum Beispiel Eschweiler, Aldenhoven, Aachen, Landgraaf sowie Stein nachgewiesen werden kann. Vor allem sind in den genannten Gebieten Erdwälle und Hügelgräber entdeckt worden, aber auch antike Werkzeuge und weitere Siedlungsspuren.

### Antike Besiedlung
Der Süden Limburgs kam kurz vor der Zeitenwende unter römischen Einfluss. Endgültig gesichert ist die Zugehörigkeit zu Rom um das Jahr 12 v. Chr., und für die folgenden 400 Jahre sollte dies so bleiben. Im Süden Limburgs entstanden während der römischen Herrschaft auf den fruchtbaren Lössböden viele villae rusticae, landwirtschaftliche Güter, die vor allem Getreide, Obst, Gemüse und Wein produzierten, aber auch Vieh aufzogen. Infolge der Bedeutung der Region für die Sicherung und Versorgung der Legionen entlang der germanischen Grenze finden sich entsprechend viele Spuren römischen Lebens in und um Kerkrade.

#### RömischeVillae rusticae
Innerhalb der Gemeindegrenzen Kerkrades sind mehrere römische Landhäuser nachgewiesen:

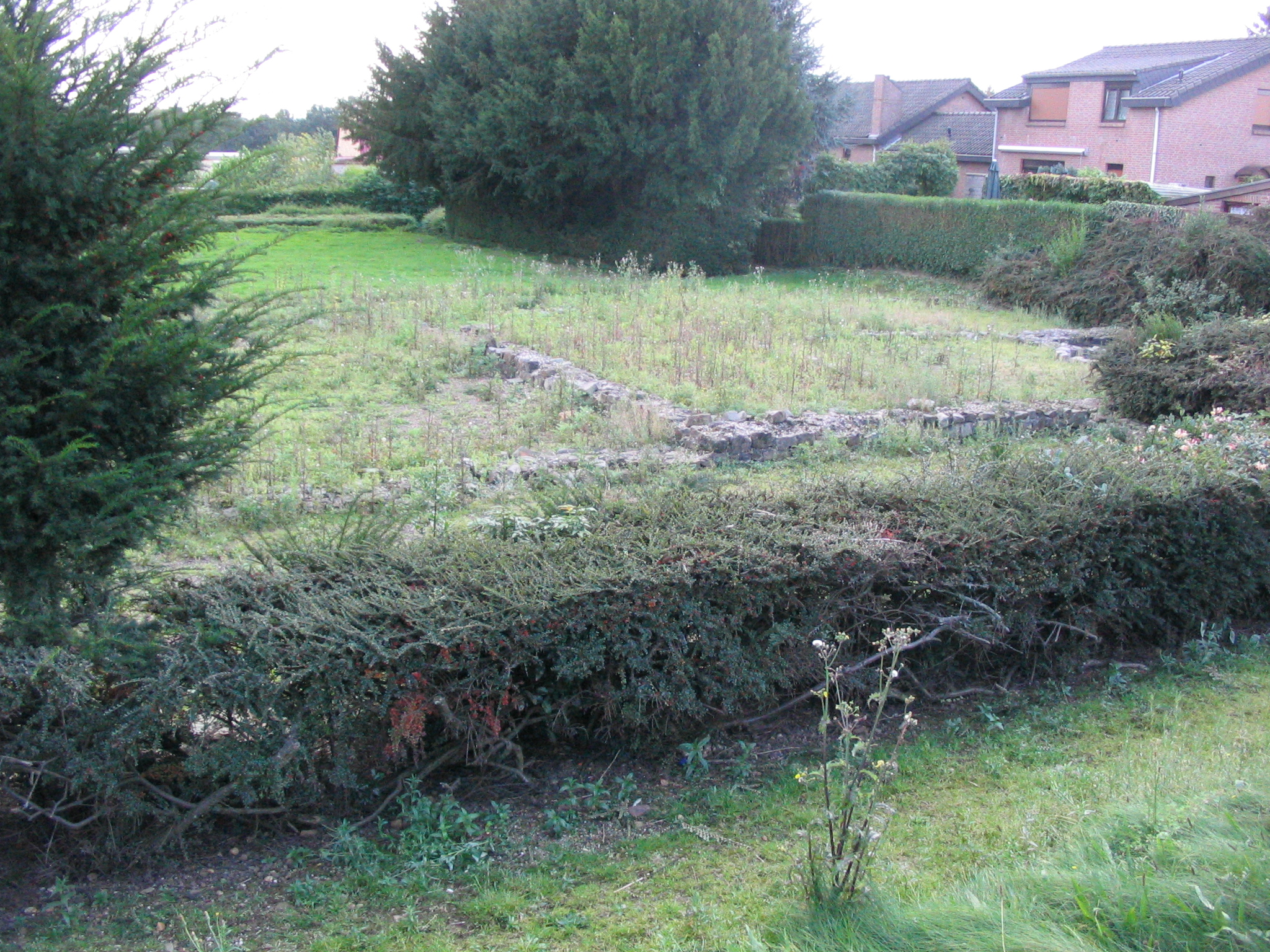
Reste einer römerzeitlichen Villa rustica auf dem Krichelberg in Kerkrade. Dies sind die einzigen oberirdisch freiliegenden und zugänglichen Reste einer Villa rustica in den gesamten Niederlanden

- Villa Krichelberg im Ortsteil Kaalheide. Die Fundamente und Mauerreste einer römerzeitlichen Villa rustica sind konserviert und zur Besichtigung freigegeben. Villa Krichelberg ist bislang die einzige freiliegende und zugängliche römische Villa in den Niederlanden.
- Unweit hiervon, in Speckholzerheide, fand man eine weitere Villa rustica. Man stieß 1921 beim Bau eines Hauses an der Kreuzung Romeinenstraat-Kleingraverstraat auf Mauerreste. Als Besonderheit besaß mindestens ein Raum eine antike Fußbodenheizung. Der Grundriss der Villa, deren Reste nach der Untersuchung nicht konserviert wurden, ist zur Erinnerung in kontrastierenden Farben in den Straßenbelag eingearbeitet worden. Die Romeinenstraat verdankt der Villa ihren Namen.[10]
- Villa Holzkuil im Ortsteil Vink. 1997 bei Erdarbeiten für eine geplante Siedlung im Norden Kerkrades zwischen den Ortsteilen Vink, Eygelshoven und Haanrade entdeckt, wurde Villa Holzkuil durch den nationalen archäologischen Dienst ROB untersucht. Dabei stellten Archäologen fest, dass sich die Überreste der Villa auf dem Bosberg, einer Anhöhe zwischen Amstelbachtal und Wurmtal, in einem überraschend guten Zustand befinden.[11]
- Belege für eine römische Ansiedlung nahe dem Ortskern von Eygelshoven liegen ebenfalls vor, allerdings ist die genaue Position und Größe nicht bekannt. Es könnte sich um eine Villa oder ein Viculum (Weiler, kleines Dorf) gehandelt haben.[12]
- Im äußersten Westen Kerkrades wurden 1997 bei Straßenbauarbeiten Überreste einer weiteren römischen Villa entdeckt.[10]

#### Weitere Funde aus römischer Zeit
Zwischen Eygelshoven und Waubacherveld sind im Umfeld des ehemaligen Braunkohlentagebaus Herman sowohl vermutliche Reste eines römerzeitlichen Gebäudes als auch mehrere tönerne Gebrauchsgegenstände (Teller, Schalen, Karaffen) ausgegraben worden. Besonders erwähnenswert sind aber die unweit des heutigen Friedhofes am Rimburger Weg entdeckten Reste einer römerzeitlichen Begräbnisstätte. Außerdem wurden bei Renovierungsarbeiten in der alten Kirche (Oude Kerkje) in Eygelshoven zwei aus der Zeit Kaiser Konstantins herrührende Meilensteine entdeckt.
In unmittelbarer Nachbarschaft des Kasteel Erenstein im Amstelbachtal wurde ein Grundstück als archäologisches Bodendenkmal geschützt, da Indizien dort auf die Überreste eines römerzeitlichen Tempelkomplexes hinweisen.
Im Ortsteil Holz fand man unweit der Abtei Rolduc eine weitere römische Begräbnisstätte.
Darüber hinaus sind in der Nachbarschaft Kerkrades zahlreiche weitere Funde aus römischer Zeit belegt, so zum Beispiel in Eschweiler, Aachen, Heerlen und Voerendaal. Zusammen ergeben sie ein lebendiges Bild, wie in dieser Gegend in den ersten beiden Jahrhunderten nach der Zeitenwende gelebt wurde. Durch die Region verlief eine bedeutende Heerstraße am Fuße der Eifel zwischen Maas und Rhein.
Für die Zeit von 400 bis etwa 1000 n. Chr. liegen kaum Erkenntnisse über eine Besiedlung Kerkrades vor. Es ist anzunehmen, dass nach dem kriegerischen Vordringen germanischer Stämme zwischen 400 und 500 n. Chr. und dem damit einhergehenden Ende der römischen Herrschaft zunächst auch die römischen Landgüter verlassen, erobert oder vernichtet wurden. Dadurch kam es vielerorts zur Wüstung, das heißt, zur Aufgabe von Siedlungen und zur Verbuschung und Verwaldung vormaliger Agrarflächen.

### Mittelalter und frühe Neuzeit

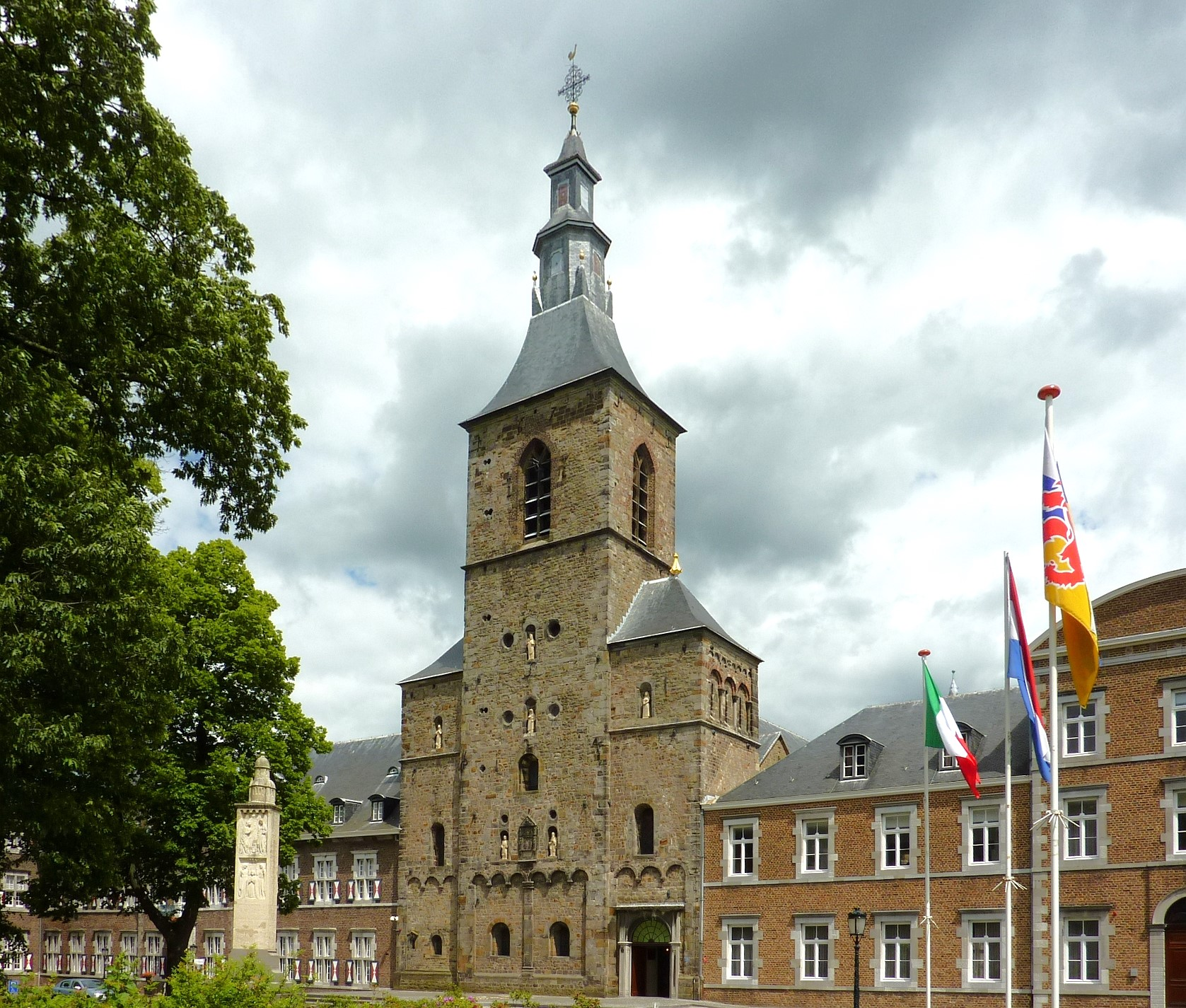
Die Abtei Rolduc (Klosterrath) wird heute unter anderem als Seminar, als Schule, für Veranstaltungen oder auch als passendes Ambiente für Trauungen genutzt

Um das Jahr 1100 entstanden in einem eng begrenzten Gebiet westlich der Wurm drei in enger Beziehung zueinander stehende Siedlungskerne sowie weitere Rodungen und Mühlen in der nahen Umgebung: Der eine Siedlungskern war ein Ort mit Pfarrkirche (das heutige Kerkrade/Kirchrath), östlich daran schloss sich als jüngste Siedlung ein Kloster an (die spätere Abtei Klosterroda/Klosterrath), und unmittelbar nordöstlich in geringer Entfernung der Ort s'Hertogenrode/Herzogenrath, wo sich die Burg der Grafen von Saffenberg befand. Herzogenrath ist offenbar der älteste der drei Ortskerne, denn es waren ebenjene Grafen von Saffenberg im Dienste der Pfalzgrafen und späteren Herzöge von Jülich, die von ihrem Grundbesitz einen Teil (inklusive Zehntrecht) abtraten, damit Ailbertus von Antoing hier den Grundstein für die spätere Abtei Klosterrath legen konnte. Auch an der Stelle der heutigen Lambertuskirche in Kerkrade hatten die Burgherren bereits eine Kirche erbaut, die 1099 durch Hendrik I. von Limburg zerstört wurde.
Die Grafen Saffenberg, deren Stammsitz an der Ahr und deren Herkunft im Jülicher Raum zu suchen war, dienten den Pfalzgrafen in Aachen, die mit der Verwaltung der Ländereien im Namen des Herrschers beauftragt waren. Die Burg stellte eine Grenzfeste zum benachbarten Limburg dar.
1104 war das Gründungsjahr der Abtei Rolduc, die fortan die Geschicke Kerkrades beeinflusste. Mit der Abtei nahmen auch Kirchrath sowie die umliegenden Höfe und Weiler einen regen Aufschwung.
Um das Jahr 1300 herum verlief die wichtige mittelalterliche Handelsstraße von Maastricht nach Köln durch Kerkrade und Herzogenrath, worauf bisweilen noch einzelne gegenwärtige Straßennamen hindeuten, so etwa die Wijngracht.
Mit dem limburgischen Erbfolgekrieg (1283–1288) kam es in der Geschichte Kerkrades zu einer Zäsur, da das Land van Rode dem siegreichen Herzog Jan I. von Brabant in die Hände fiel. Mit dem Herzogtum Brabant fiel das Gebiet 1430 an das Königreich Burgund, welches wiederum 1477 ein Bestandteil des weltumspannenden Imperiums der Habsburger wurde.
Als mittelbare Folge der Reformation und der Aufklärung entstand in einem langen Prozess die Republik der Vereinigten Niederlande, die nach der Erklärung der Unabhängigkeit durch und dem Achtzigjährigen Krieg von 1568 bis 1648 gegen Spanien, der eigentlich eher eine Aneinanderreihung bewaffneter Konflikte war und gemeinsam mit dem Dreißigjährigen Krieg durch den Friedensschluss zu Münster beendet wurde. Folge war das Ausscheiden der Niederlande aus dem deutschen Reichsverband und die Unabhängigkeit der Republik der Vereinigten Niederlande. Insbesondere in der Frühphase des Konfliktes war Kerkrade sowohl Zankapfel der verfeindeten Parteien als auch mehrfach der Schauplatz von Plünderung und Zerstörung, vornehmlich durch spanische Truppen. In den Jahren 1568, 1574, 1578 und 1580 sind Plünderungen und Brandschatzungen bekannt. Eine mittelbare Folge dieser Kriegserfahrungen war die Aufstellung der Schützenbruderschaft St. Sebastianus in Kerkrade, die erstmals im Jahre 1617 urkundlich erwähnt wird.
Im Jahre 1661 kam Kerkrade infolge eines Vertrags zur niederländischen Republik, fiel jedoch bereits 1663 auf maßgebliches Betreiben des damaligen Abtes der Abtei Klosterrath wieder an die spanischen Niederlande.

### 18. Jahrhundert
Nach dem Aussterben des spanischen Zweiges der Habsburger und dem folgenden Spanischen Erbfolgekrieg kamen die bis dahin Spanischen Niederlande an die österreichische Linie des Hauses Habsburg. So entstanden 1714 die Österreichischen Niederlande. Diesen war Kerkrade zugehörig bis zur Eroberung durch die Revolutionstruppen Frankreichs infolge der Schlacht von Jemappes während des Ersten Koalitionskriegs.
Im 18. Jahrhundert herrschte infolge von Kriegen und Heeresdurchmärschen und Einquartierungen große Armut in und um Kerkrade. In dieser Zeit wurden die Bockreiter, eine im Grenzraum der Herzogtümer Jülich und Limburg ihr Unwesen treibende Räuberbande, zur Geißel Kerkrades und umliegender Gebiete. Angeblich teilten die Bockreiter ihr Diebesgut mit den Armen in der Region, ähnlich wie Robin Hood.
Die Abtei Klosterrath versuchte in jenen Notjahren auf ihre Weise gegen die Armut der Bevölkerung vorzugehen, indem sie den ihr obliegenden Bergbau im Bereich des Wurmtals zu beleben versuchte. Hierzu wurden ab 1742 auf Rechnung der Abtei belgische Fachleute angeworben und durch deren Kenntnisse der Kohlenbergbau modernisiert und rentabler gestaltet. Bis zur Säkularisation infolge der französischen Besatzung stand die Abtei an der Spitze des Steinkohlenbergbaus an der Wurm.

### Kerkrade im 19. Jahrhundert
Mit dem ausgehenden 18. Jahrhundert, das neben dem Höhepunkt der Aufklärung auch die bürgerliche Revolution in Frankreich und in ihrem Gefolge die napoleonische Expansion brachte, fiel Kerkrade wie die umliegenden Gebiete zwischen Rhein und Maas zunächst für kurze Zeit 1792 und schließlich von 1794 bis 1814 an Frankreich, welches zu dieser Zeit seinem Ziel, Europas Hegemonialmacht zu werden, näher denn je kam. Die Umbrüche, die sich vor allem im Bereich der Verwaltung, der Justiz, dem Zunftwesen und in der Säkularisation vornehmlich des geistlichen Besitztums äußerten und eine Vielzahl weiterer Neuerungen mit sich brachten, betrafen auch Kerkrade. Insbesondere die Abtei Klosterrath (frz.: rode-le-duc = Herzogenrath) verlor ihre Jahrhunderte überdauernde Eigenständigkeit und Vormachtstellung über Kerkrade und umliegende Orte.
Nach der französischen Niederlage in den Befreiungskriegen wurde erst im Jahre 1816 durch den Vertrag von Aachen, in dem Ergebnisse des Wiener Kongresses des Vorjahres näher bestimmt wurden, die genaue Grenze zwischen den Niederlanden und Preußen festgelegt. Dadurch wurden die seit jeher nie durch eine Grenze voneinander getrennten Gemeinden Kerkrade und Herzogenrath auseinandergerissen und blieben bis heute durch die deutsch-niederländische Grenze getrennt.
Nach der Restauration war Kerkrade zunächst Teil der Vereinigten Niederlande. Allerdings kam es wegen religiöser, sozialer und wirtschaftlicher Unterschiede 1830 zum Bruch zwischen dem protestantischen Norden und dem katholischen Süden (→ Belgische Revolution). In dieser Zeit schlug sich Kerkrade zunächst auf die Seite des katholischen Südens, da hier die meisten Menschen katholisch waren. Dieses Intermezzo während der Staatswerdung Belgiens dauerte jedoch nur bis 1839.
In jenem Jahr wurde schließlich die Provinz Limburg zwischen dem neu entstandenen belgischen Staat und den Niederlanden aufgeteilt. Niederländisch-Limburg bekam in der Folge zwischen 1839 und 1866 den Status eines Herzogtums, das in Personalunion vom niederländischen Königshaus gemeinsam mit dem Großherzogtum Luxemburg regiert wurde. Wie Luxemburg verblieb Niederländisch-Limburg als Staat bis 1866 innerhalb des Deutschen Bundes. Gerade für Kerkrade bedeutete dieser Status eine Milderung der Nachteile, unter denen es durch seine neuerdings extrem periphere Lage innerhalb der Niederlande litt.
Seit der Auflösung des Deutschen Bundes im Jahre 1866 ist Kerkrade uneingeschränkt niederländisch.

### Kerkrade im 20. Jahrhundert
Im 20. Jahrhundert stand in Kerkrade der Bergbau im Mittelpunkt des Lebens. In die eher verschlafene Grenzgemeinde und den zuvor überwiegend agrar geprägten Süden Limburgs, die primär von Landwirtschaft, Handwerk und Handel lebten, zog mit steigender Nachfrage nach Kohle und den deswegen ab der Jahrhundertwende in schneller Folge entstehenden Bergwerken die Industrialisierung ein. Kerkrade war aufgrund der Bergbautätigkeiten der vormaligen Abtei Rolduc spätestens seit Mitte des 18. Jahrhunderts Zentrum des regionalen Bergbaus, der sich nun unter staatlicher Direktive lange Zeit nur mäßig weiter entwickelte. Neben Heerlen blieb Kerkrade im 20. Jahrhundert das Zentrum des Bergbaus in den Niederlanden, bis der Bergbau Anfang der 1970er Jahre vollständig eingestellt wurde, wodurch eine ernste Strukturkrise in der Region ausgelöst wurde.
Neben dem Bergbau bestimmten die beiden Weltkriege maßgeblich das Wohl und Wehe Kerkrades. Im Ersten Weltkrieg konnten die Niederlande die Neutralität wahren, aber im Zweiten Weltkrieg fiel Kerkrade am Tage des Überfalls des Dritten Reiches auf die Niederlande, dem 10. Mai 1940, bereits in deutsche Hand und blieb bis Herbst 1944 von deutschen Truppen besetzt (→ Die Niederlande unter deutscher Besatzung (1940–1945)). Erst nachdem im Zuge der Schlacht um Aachen bei Übach-Palenberg der Westwall durchbrochen worden war, zogen sich die letzten deutschen Besatzer aus Kerkrade zurück.
Eine weitere wesentliche Änderung im Gefüge Kerkrades war die stetige Erweiterung der Gemeinde zu einer Mittelstadt durch Eingemeindung umliegender Orte wie beispielsweise Eygelshoven.

## Geographie
Kerkrade liegt im Südosten der niederländischen Provinz Limburg. Geographisch befindet man sich hier in der Übergangszone zwischen zwei Großlandschaften, einerseits dem rheinischen Schiefergebirge (Eifel, Ardennen, Hohes Venn etc.) im Süden und andererseits der norddeutschen Tiefebene, genauer gesagt der rheinisch-westfälischen Tiefebene als Teil der erst genannten, im Norden. Das Relief im Raum Kerkrade ist eher flach bis leicht hügelig, wird aber durch tief einschneidende Flusstäler (Wurmtal, Amstelbachtal) unterbrochen, wodurch sich deutlichere Höhenunterschiede von über 50 Metern im Ortsbereich ergeben. Das Relief wurde infolge menschlicher Eingriffe durch Bergbau und Siedlungstätigkeit zum Teil erheblich überformt. Markanteste Beispiele sind die vormaligen Braunkohletagebaue, die nur noch teilweise erhaltenen Abraumhalden und als das lokal bedeutendste anthropogene Landschaftselement die mächtigen Bahndämme, die zur Anlage der Bahnstrecke Heerlen-Kerkrade-Simpelveld aufgeschüttet wurden und die diese Strecke mit über 1 Million Gulden pro Streckenkilometer außergewöhnlich teuer machten.

### Nachbargemeinden
| Landgraaf           | Übach-Palenberg (D)                         | Herzogenrath-Merkstein (D)  |
| Landgraaf, Heerlen  | Kompassrose, die auf Nachbargemeinden zeigt | Herzogenrath (D)            |
| Heerlen, Simpelveld | Aachen-Richterich (D)                       | Herzogenrath-Kohlscheid (D) |

### Geologie, Morphologie, Pedologie
Der geologische und tektonische Aufbau der rheinisch-westfälischen Tiefebene, die sich auf niederländischer Seite fortsetzt, ist eng verbunden mit dem im Süden angrenzenden rheinisch-westfälischen Schiefergebirge. Kerkrade liegt genau im Übergangsbereich beider geologischen Großformen. Bei der variszischen Auffaltung des Schiefergebirges brach die Erdkruste entlang des heutigen Nordrandes von Eifel und Ardennen auseinander. Die Erdkruste in dieser Zone und auch weiter nördlich in der niederrheinischen Bucht zerbrach dabei in eine Anzahl kleiner und größerer Schollen, deren Bruchkanten als Verwerfungslinien überwiegend von Nordwest nach Südost verlaufen. Bekannte und bedeutende Verwerfungen sind etwa der Peelrand-Bruch und der Feldbiss-Bruch. Diese sind die Hauptverwerfungen beiderseits des Rurgrabens. Sie zeichnen sich auch in der Gegenwart noch durch teils spürbare seismische Aktivität aus. Erdbeben sind in Kerkrade daher nicht ungewöhnlich, wenngleich die Mehrzahl kaum oder gar nicht wahrzunehmen ist.
Auch aus historischer Zeit sind Erdbeben überliefert. So erwähnen die Annales Rodenses für das Jahr 1121 ein Beben, das auch in historischen Quellen aus Aachen erwähnt wird.
Neben den Hauptverwerfungslinien in Nordwest-Südost-Richtung gibt es noch weitere annähernd senkrecht zu diesen verlaufende Brüche, durch welche die länglichen Schollen wiederum unterteilt werden. Da diese kleineren Bruchlinien häufig erst mit zunehmender Tiefe auftreten, sind sie oftmals erst während des Bergbaus entdeckt worden und vielfach nach Bergwerken oder Konzessionen benannt, so etwa die Willem-storing, die von Simpelveld kommend via Speckholzerheide, Chevremont und Haanrade über die deutsch-niederländische Grenze nach Merkstein verläuft und sich insbesondere in den Bergwerken im Süden Kerkrades störend auswirkte.
Die bedeutendsten geologischen Schichten im Untergrund Kerkrades sind die des Karbon, insbesondere des Westphalian, welche eine Vielzahl teilweise abbauwürdiger Steinkohleflöze führen. Im Ortsbereich Kerkrades treten diese Schichten stellenweise direkt zu Tage, sind aber meist durch eine nur einige Zentimeter bis Meter dünne Lösslehmdecke überlagert. Nördlich des Feldbiss-Bruches bei Haanrade und Eygelshoven nimmt die Sedimentdecke an Mächtigkeit deutlich zu und besteht neben der Deckschicht aus Lösslehm zudem aus quartären und tertiären Sedimentschichten, in denen sich auch Braunkohleflöze finden.
Das flözführende Karbon fällt nach Norden in immer größere Tiefe ab, wobei neben den immer mächtigeren Schichten quartärer und tertiärer Sedimente zunehmend auch mesozoische Schichten der Oberkreide, dem Lias, dem Trias und teils sogar aus dem Perm.
An mineralischen Rohstoffen kommen in erster Linie Steinkohle (überwiegend gasarme Magerkohlen und Anthrazit) und Braunkohle vor. Daneben wurden und werden im Raum Kerkrade Baustoffe gewonnen. Früher wurde hierzu Tonerde abgebaut, so etwa in der Holzkuil zwischen den Ortsteilen Eygelshoven, Haanrade und Vink, um daraus Ziegel zu brennen. In jüngerer Zeit wird vielfach noch vorhandenes Haldenmaterial verwertet.

### Gewässer und Hydrologie
Die allgemeinen hydrologischen Verhältnisse im Raum Kerkrade werden durch drei wesentliche Faktoren bestimmt:
1. die Menge, Verteilung und Art der jährlichen Niederschläge sowie die Verdunstungsrate;
2. das Abflussverhalten an der Oberfläche (Fließgewässer, Kanalisation, Stauwehre, Grad der Flächenversiegelung und Gewässerbegradigung);
3. die Beschaffenheit des Untergrundes (Stauschichten, Quellhorizonte, Porenvolumen, Bodenbeschaffenheit etc.).

Besonders auffällig ist der westlich und östlich des Amstelbaches durch eine Vielzahl von Quellen gekennzeichnete Quellhorizont. In der Regel sind diese nur wenige Meter oberhalb der Talsohle gelegen und speisen kaum mehr als kleine Rinnsale. Oft sind diese Quellen lediglich als sumpfig-morastige Flecken im Grünland oder Wald zu erkennen. Seltener entwickelt sich ein kurzer Bachlauf, wie etwa der Vloedgraaf nahe dem Ortsteil Kaalheide.

#### Die Wurm

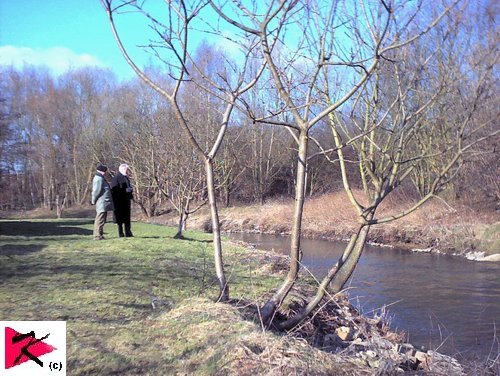
Die Wurm unweit Haanrade im Norden Kerkrades. Hier ist die Wurm Grenzfluss zwischen Deutschland und den Niederlanden. Das Ufer, auf dem die Personen stehen, ist die niederländische Seite; bemerkenswert ist, dass dieser Abschnitt ein grenzüberschreitendes Naturschutzgebiet ist

Im Nordwesten Kerkrades bildet die Wurm eine natürliche Grenze gegenüber der Nachbarstadt Herzogenrath und zugleich die deutsch-niederländische Staatsgrenze. Bemerkenswert ist dabei, dass in diesem Bereich die Wurm seit einigen Jahren wieder weitgehend sich selbst überlassen wird. In enger bilateraler Zusammenarbeit konnte so der Grenzstreifen im Wurmtal wieder zu einem ökologisch wertvollen Habitat für verschiedene Fischarten entwickeln, welches auch seltenen Vögeln wie dem Eisvogel als Lebensraum dient. Dort leben derzeit Aal, Barbe, Barsch, Döbel, Hasel, Rotauge und Gründling. Dadurch entstand auch ein natürlicher Hochwasserschutz für die flussabwärts gelegenen Orte wie Geilenkirchen. Wissenschaftliche Untersuchungen im Rahmen eines Biomonitoring sowie hydrologische und geographische Erforschung der Wurm und ihrer Umgebung und schließlich auch vereinzelte landschaftspflegerische Eingriffe begleiten den Prozess der Renaturierung des bis vor wenigen Jahrzehnten leblosen Gewässers. Für den interessierten Spaziergänger oder Wanderer erklären Schautafeln die Geschichte sowie die Funktion und den Wert der frei mäandrierenden Wurm für Fauna und Flora im Bereich der Wurmaue. Als besonders schützenswert gilt hier der sich allmählich seinem natürlichen Zustand annähernde Auwald mit den für diesen typischen Pflanzen wie der Dotterblume, Weidenbäumen und anderen. Außerdem ist eine extensiv und naturnah genutzte Bewirtschaftung angrenzender Flächen, vor allem von Grünland, angestrebt und in weiten Teilen bereits umgesetzt.

#### Der Amstelbach (Anstellerbeek, Anselderbeek)
Unmittelbar im Bereich des ehemaligen Steinkohlenbergwerks Julia im Norden Kerkrades (Ortsteil Eygelshoven) mündet der Amstelbach, der bei Richterich im Nordwesten Aachens entspringt, in die Wurm. Kurz zuvor nimmt er noch den aus westlicher Richtung (Landgraaf) kommenden Strijthagerbeek auf. Der Bach wird in den Niederlanden als Heuvellandbeek (Hügellandbach) klassifiziert. Das Tal des Amstelbachs bildet mit seinen Fließ- und Stillgewässern den wesentlichen Teil der „Groene Long“. Obwohl nur etwa 20 Kilometer lang, durchfließt der Bach zwei Länder. Dadurch führt er sowohl den deutschen Namen Amstelbach als auch den niederländischen Namen Anstellerbeek. In der vormals selbständigen Gemeinde Eygelshoven im Norden Kerkrades ist im lokalen Dialekt die Bezeichnung Anselderbeek sehr geläufig, nicht zuletzt wegen der parallel zum Bach verlaufenden und nach diesem benannten Straße Anselderlaan.
Insbesondere im Ortsteil Eygelshoven ist der Bach heute weitgehend kanalisiert und streckenweise von der Oberfläche verschwunden. Dies blieb unvermeidlich, da es gerade hier immer wieder zu schweren Überschwemmungen kam, so etwa Anfang der 1950er Jahre. Aber auch nach der endgültigen Fertigstellung 1976 kam es 1980 nochmals zu Überschwemmungen und Sachschäden im Bereich des Anselderbeek in Eygelshoven.

#### Weiher und Seen
Bezogen auf das Gebiet der heutigen Niederlande ist der im Amstelbachtal gelegene Cranenweyer ein Kuriosum. Dieser ist nämlich der einzige Stausee des Landes. Neben dem daher umgangssprachlich schlicht als Stuwmeer (deutsch: Stausee) bezeichneten, mehrere Hektar großen Cranenweyer, der vom Amstelbach sowie zahlreichen Quellen eines beiderseits des Amstelbaches verlaufenden Quellhorizontes mit Wasser gespeist wird, befinden sich auf dem Gebiet der Stadt Kerkrade auch viele kleinere Tümpel und Weiher. Unmittelbar neben dem Kloster Rolduc liegen die ursprünglich von Mönchen des Klosters angelegten, heute vom örtlichen Anglerverein genutzten Fischweiher der Abtei. Diese vier Weiher sind treppenartig in vier verschiedenen Höhenstufen angelegt. Während der erste Weiher nur knapp unterhalb des Portals zum Kloster in etwa auf dessen Höhenniveau liegt, befindet sich der letzte nur noch knapp oberhalb des Niveaus der Wurmaue, also etwa 30 Meter tiefer. Der früheren Abtei dienten die Weiher zur Versorgung mit frischem Fisch, insbesondere für Freitage und die vorösterliche Fastenzeit. Heute dienen sie der Naherholung und als Angelweiher.
Weitere meist kleinere Seen und Tümpel befinden sich entlang der Wurm und des Amstelbaches. Bis in die jüngste Vergangenheit hinein existierten auch zwei Weiher im Ortsteil Eygelshoven. Deren Entstehung war eine Folge des früheren Abbaus von Braunkohle im ehemaligen Tagebau „Hermann“ zwischen Rimburger- und Waubacherweg. Zeitweilig dienten die Weiher nach dem Ende der Förderung noch als Kühlwasserreservoir für das benachbarte Elektrizitätswerk auf dem Terrein des Bergwerks Julia. Seit 2004 werden die beiden ehemaligen Weiher und der ehemalige Tagebau verfüllt und zusammen mit den umliegenden Agrar- und Naturflächen in einem regionalen Gesamtkonzept zu einer ökologisch wertvollen und durch Fußwege erschlossenen Parklandschaft umgestaltet.

### Klima
Das Klima in den Niederlanden wird allgemein durch die Nähe zum Meer bestimmt, ist also auch in Kerkrade noch ozeanisch. Das bedeutet regelmäßig milde Winter und gemäßigt warme Sommer sowie die üblichen häufigen, meist moderaten, selten lange anhaltenden Niederschläge, wie sie typisch für die maritimen Bereiche der feuchtgemäßigten Klimazone Nordwesteuropas sind. Die vorherrschenden Winde wehen aus westlicher Richtung. Jährlich fallen im Mittel knapp über 700 mm Niederschlag, weit überwiegend als Regen, und in durchschnittlichen Wintern gelegentlich auch als Schnee. Das Niederschlagsmaximum liegt in normalen Jahren im Juli. Die langjährigen mittleren Temperaturen betragen hier im Januar bei +1,6 °C bis +1,8 °C und im Juli etwa +17,2 °C bis 17,6 °C. Insgesamt liegen fünf, seltener sechs Monate des Jahres im Monatsmittel über +10 °C. Bioklimatisch ist der Raum Kerkrade aufgrund der dichten Besiedlung und entsprechender Luftverschmutzung als belastend einzustufen. Die Stadtverwaltung unternimmt aber seit 2005 vermehrt Anstrengungen zur Messung und Erforschung der Luftqualität und ist bestrebt diese mittelfristig durch geeignete Maßnahmen zu verbessern.

### Natur und Naherholung

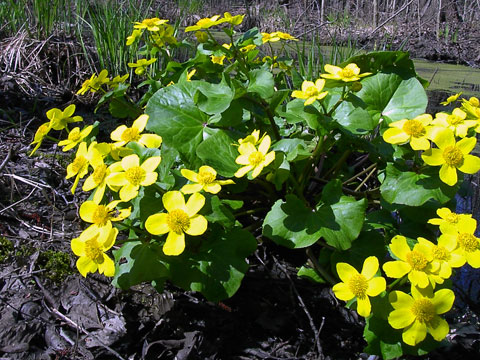
Die Sumpfdotterblume (Caltha palustris) kommt im Naturschutzgebiet an der Wurm bei Haanrade häufig vor

Mit dem Park Gravenrode, der als die grüne Lunge (nl.: groene Long) Kerkrades bekannt ist, besitzt die Stadt Kerkrade ein für beinahe alle Einwohner leicht erreichbares, geographisch mitten im Stadtgebiet gelegenes Naherholungsgebiet. Es erstreckt sich entlang des Amstelbaches, der hier zwischen dem Kasteel Erenstein im Süden und dem Ortsteil Hopel bzw. Eygelshoven im Norden zu einem See aufgestaut ist. Das Naherholungsgebiet erstreckt sich ferner vom Gewerbegebiet Dentgenbach im Westen bis unmittelbar an die Siedlungskerne Kerkrade-Centrum und -Chevremont über die ganze Breite des idyllischen Amstelbachtals. In Zusammenarbeit mit der Nachbargemeinde Landgraaf entstand im Park Gravenrode ein Zoologischer Garten, der Gaiazoo. Dieser öffnete seine Pforten im April 2005 erstmals für Besucher. Auf dem Gelände des Zoos befanden sich zuvor eine Anzahl von Sport- und Freizeitanlagen, die zum Teil vom hiesigen, ehemaligen Fußball-Ehrendivisionär Roda Kerkrade als Trainingsgelände genutzt wurden. Daneben befand sich lange Zeit das städtische Freibad, welches dem Zoo weichen musste.
Im Norden Kerkrades werden seit Beginn des 21. Jahrhunderts alte Bergbauflächen und stillgelegte Agrarflächen im Verbund mit bestehenden Grünflächen zu einer Parklandschaft umgestaltet.

## Wirtschaft
Schon seit dem 13. Jahrhundert wurde in der Region um Kerkrade (Wurmrevier) Steinkohlenbergbau dokumentiert, doch erst Ende des 19. Jahrhunderts wuchs diese Industrie zum wichtigsten Arbeitgeber der Region heran. Kerkrade wurde zu einem bedeutenden Zentrum des ostlimburgischen Bergbaus, verlor aber seine bis dato dominante Stellung in der Zeit zwischen den Weltkriegen zunehmend an Heerlen.
Seither prägte sich eine stark diversifizierte Wirtschaftsstruktur aus.

### Der Steinkohlenbergbau
In der ersten Hälfte des 20. Jahrhunderts wurde die Region um Kerkrade, Heerlen, Hoensbroek, Brunssum, Eygelshoven und Schaesberg zum Zentrum der niederländischen Steinkohlegewinnung. Die Region wurde auch „Oostelijke Mijnstreek“ genannt (daneben gab es auch einen „Westelijke Mijnstreek“, der von den Gemeinden Beek, Schinnen, Stein und der damals selbstständigen Gemeinde Geleen gebildet wurde).
Bis in die 1960er Jahre wuchs Kerkrade stetig. Der Steinkohlenbergbau war dabei treibende Kraft der Industrialisierung in der Region. Als der Steinkohlenbergbau in Kerkrade im Zuge der allgemeinen Bergbaukrise in den westeuropäischen Steinkohlerevieren in existenzielle Not geriet („Zechensterben“), schlossen aufgrund dessen infolge eines Beschlusses der Regierung den Uyl alle niederländischen Bergwerke binnen einer Dekade. Grundlage hierfür war die nach dem damaligen Wirtschaftsminister und späteren Premier benannte Nota den Uyl.

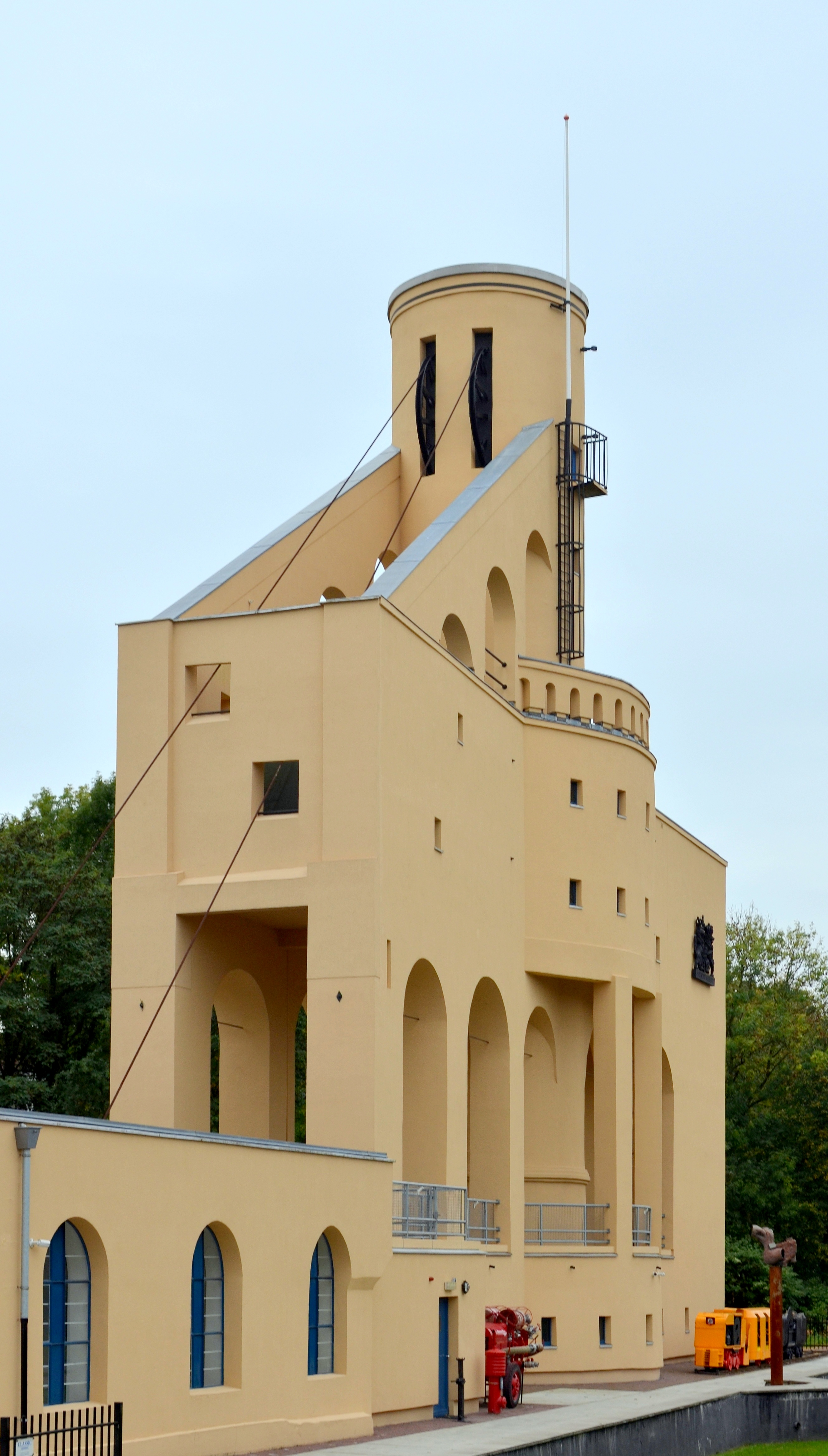
Schacht Nulland in Kerkrade. Der Förderturm ist einer von nur zwei verbliebenen in Südlimburg. Er steht als Mijnmonument unter Denkmalschutz. Er diente der Domaniale Mijn als Luftschacht und für Materialtransporte

Bis zum Beginn der Bergbaukrise wuchs die Bevölkerung Kerkrades stark, viele Siedlungen entstanden in der Zeit des Bergbaus (besonders die im Westen Kerkrades (Spekholzerheide, Terwinselen, Gracht) und die im Norden (Eygelshoven, Chevremont, Op de Bossen, Hopel, Kommerveld, Waubacherveld) ).
Folgende Bergwerke existierten in Kerkrade während des 20. Jahrhunderts (Ältere Bergwerke wie Prick, Neu-Prick etc. wurden nicht berücksichtigt. Sie gingen im Wesentlichen in der Konzession der Domaniale Mijn auf.)

#### Domaniale Mijn
Die Domaniale Mijn bestand aus alten, zeitweilig unter staatlicher Kontrolle, teilweise in mehrheitlich deutschem, teils in niederländischem Privatbesitz befindlichen Schachtanlagen unmittelbar an der deutsch-niederländischen Grenze an der Neustraße/Nieuwstraat. Hier befanden sich die Schächte Willem I + II. Ferner gehörte auch die spätere Schachtanlage Beerenbosch, unweit des Klosters Rolduc etwa zwischen den Ortsteilen Haanrade und Chevremont gelegen, zur Domaniale Mijn (Schächte Beerenbosch I + II). Die Doppelschachtanlage Beerenbosch wurde zur Erschließung des nördlichen Teils der Konzession Domaniale angelegt. Entlang der heutigen Hamstraat befindet sich der als Industriedenkmal konservierte Malakowturm des früheren Luftschachts Nulland oder Neuland, der ebenfalls zur Domaniale Mijn gehörte. Einige hundert Meter weiter westlich befand sich der sechste und letzte, allerdings bedeutungslose Schacht Baamstraat, welcher nur 20,46 Meter tief geteuft wurde und keine der Hauptfördersohlen erreichte. Dieser wurde 1967 als erster Schacht verfüllt. Ihm folgten 1969 die Schächte Willem I und Beerenbosch I. Die Schächte Willem II, Beerenbosch II und Nulland wurden nach Schließung der Domaniale Mijn im Jahre 1969 noch bis in die 1990er Jahre vom Eschweiler Bergwerks-Verein (EBV) zur Wasserhaltung seiner Bergwerke in Alsdorf und Siersdorf genutzt.
Begonnen hatte die Geschichte der Domaniale im engen Zusammenhang mit dem Bestreben der Abtei Rolduc, den traditionellen Steinkohlenbergbau im 18. Jahrhundert durch das Anwerben von Facharbeitern aus dem Lütticher Raum zu beleben und damit der damals herrschenden allgemeinen Armut in der Umgebung Herr zu werden. Damals besaß die Abtei die Abbaurechte auf dem Kohlberg westlich der Wurm (zwischen Herzogenrath und Pannesheide). Dort gab es eine Reihe kleinerer Gewerke, von denen letztlich die Bergwerke Voccart (Herzogenrath-Straß), Neu-Prick und eben Domaniale am Ende des 19. Jahrhunderts übrig geblieben waren. Die Domaniale Mijn selbst existierte als Mines Domaniales bereits unter napoleonischer Herrschaft, unter der sie aus kirchlichem Besitz in Staatseigentum überführt wurde. Sie geht unmittelbar aus der Konzession der Abtei Rolduc hervor. Während der belgischen Revolution von 1830 bis 1839 war die Grube neun Jahre in belgischem Besitz und aufgrund von Misswirtschaft dem Niedergang nahe. Eine erneute wirtschaftliche Blüte erreichte die Grube erst durch Investitionen in neue Schachtanlagen und durch den Anschluss an das preußische und belgische Eisenbahnnetz durch die Aachen-Maastrichter Eisenbahn-Gesellschaft im Jahr 1871.

#### Willem-Sophia

Denkmal in Erinnerung an die ehemalige Grube Willem-Sophia in Kerkrade-West (Speckholzerheide)

Im Anschluss an die Konzession der Domaniale befanden sich in nordwestlicher Richtung die Konzessionen Willem und Sophia. Diese wurden erst zwischen 1898 und 1902 durch eine Schachtanlage im Ortsteil Speckholzerheide erschlossen, da sich zuvor das stark wasserführende Deckgebirge als Hindernis beim Abteufen von Schächten erwies und auch die Inhaberfirma der Konzession bankrottgegangen war. Aufgrund des stets steigenden Kohlenbedarfs erwarb die belgische Société Anonymes des Charbonnages Néérlandais Willem et Sophia die beiden Felder und begann mit deren Erschließung. 1902 wurde erstmals Kohle gefördert. Insgesamt fünf Schächte erschlossen die beiden Felder, in denen wie auf Domaniale ausschließlich Magerkohlen und Anthrazit für den Hausbrand oder als Kesselkohlen gewonnen wurden. 1970 wurde die Förderung eingestellt und alle Übertageanlagen in der Folgezeit abgerissen. An gleicher Stelle entstand seither nach vorübergehender Industriebrache ein moderner Sportkomplex. Straßennamen wie Carboonstraat, Steenbergweg oder Willem-Sophia-Plein erinnern an die frühere Zeche, ebenso ein Denkmal auf dem Sport- und Freizeitkomplex, der anstelle der Grube entstand und ihren Namen trägt.

#### Wilhelmina
Die Staatsmijn Wilhelmina wurde als erstes Bergwerk der nationalen niederländischen Bergwerksgesellschaft (daraus ging später der DSM-Konzern vor) um das Jahr 1902 herum angelegt. Die erste Kohle förderte die Doppelschachtanlage bereits 1906. Bis zur Schließung der Zeche förderte die kleinste der Staatsmijnen bis 1969 insgesamt 59.235.000 Tonnen Magerkohlen und Anthrazit. Die Konzession Wilhelmina, ursprünglich Ernst genannt, war die kleinste unter den staatlichen Konzessionen.
Auf dem ehemaligen Betriebsgelände der Wilhelmina entstanden seither unter anderem die Snowworld (Skihalle), das Megaland (Pferderennbahn; Open-Air-Gelände), ein Autokino, die längste Treppe der Niederlande und ebenso das zentrale Denkmal für die Opfer des niederländischen Bergbaus. Allerdings befindet sich das besagte Areal mittlerweile vollständig auf dem Gebiet der Gemeinde Landgraaf, während der Ort Terwinselen weiterhin zu Kerkrade gehört. Die genannten Einrichtungen gehören aber zum interkommunalen Park Gravenrode.

#### Laura & Vereeniging
Die beiden in ausländischem Besitz befindlichen und auf die Exploration deutscher Ingenieure im Bereich von Eygelshoven und Haanrade zurückgehenden Bergwerke Laura en Vereeniging und Julia in Eygelshoven erschlossen eine gemeinsame Konzession, die durch die Verwerfungszone des Feldbiss-Bruches zweigeteilt wurde. Da die Durchörterung des Feldbiss-Bruches lange Zeit nicht möglich war, entstand die Julia als eine der modernsten Zechen der Niederlande zur Erschließung des abgetrennten nordöstlichen Teils der Konzession. Später verband man beide Schachtanlagen unter Tage durch drei Stollen. Die Schachtanlage Laura war von 1905 bis 1968 in Produktion. Die Förderung betrug 31.885.000 Tonnen Steinkohle (Magerkohlen und Anthrazit). Laura besaß zwei Schächte. Auf der vormaligen Betriebsfläche der Laura wurde eine Wohnsiedlung mit Parkanlage erbaut. Südlich der Laura entwickelte sich bald nach Beginn der Förderung die Kolonie Hopel, die größtenteils renoviert und erhalten werden konnte.

#### Julia
Die Schachtanlage Julia war von 1926 bis Ende 1974 in Produktion. Ihre Gesamtförderleistung erreichte mit 31.963.000 Tonnen fast den identischen Wert wie das Schwesterbergwerk Laura & Vereeniging.
Das Gelände der ehemaligen Schachtanlage Julia wurde unter Beibehaltung des Namens als Gewerbegebiet für kleinere und mittlere Betriebe, viele davon aus dem Bausektor, einige weitere aus der Metallverarbeitung, einer Folgenutzung zugeführt. Das Gewerbegebiet Julia besitzt einen Gleisanschluss, den unter anderem die Niederlassung der Firma Essent (milieu), die Laurametaal sowie das benachbarte NATO-Depot nutzten und teils noch immer nutzen.

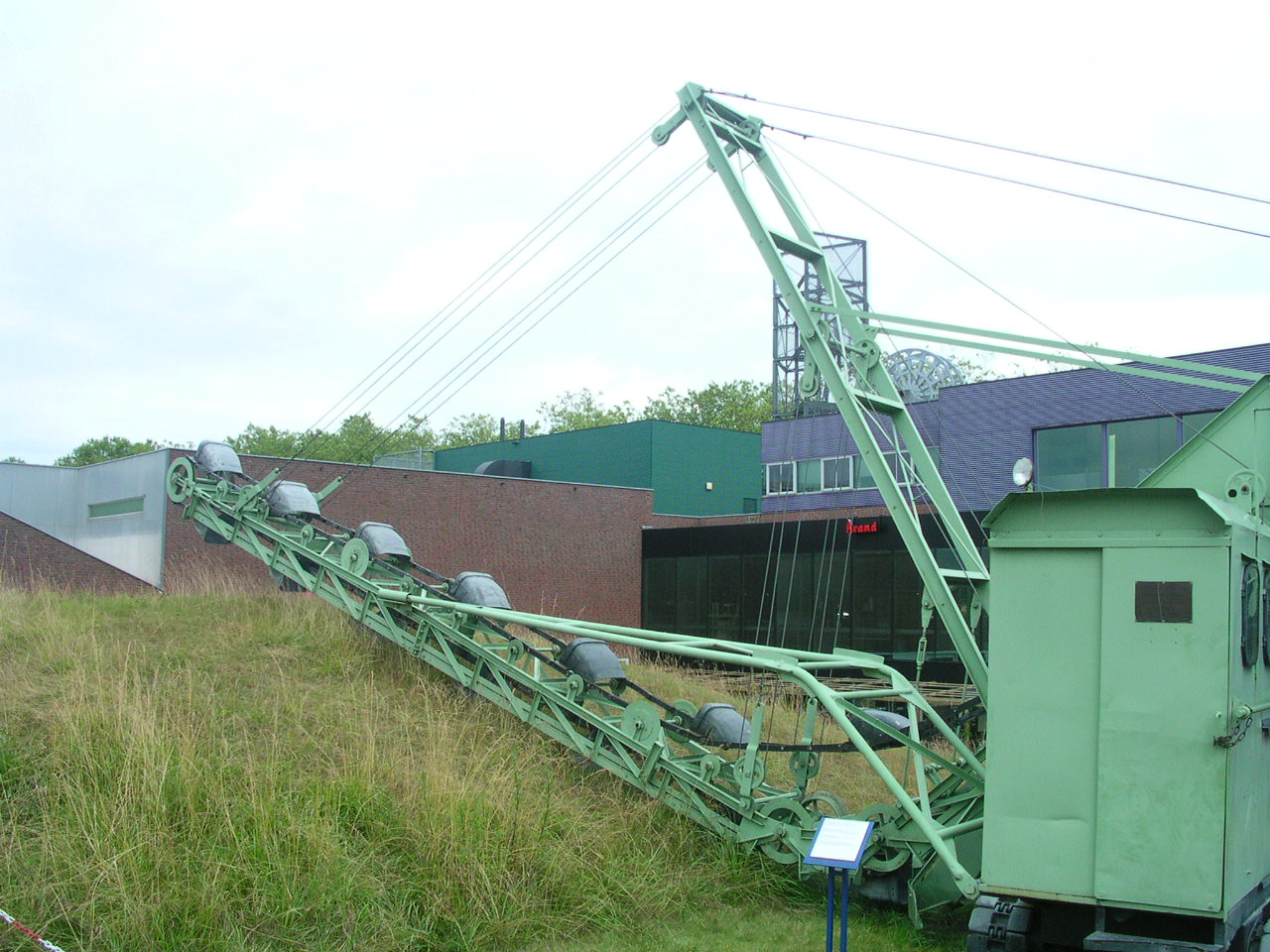
Im Hintergrund: Industrion. Im Vordergrund Excavator, wie er zum Tonabbau, aber auch in der Braunkohlegrube Herman in Kerkrade-Eygelshoven genutzt wurde

#### Carisborg (Braunkohletagebau)
Nachdem die Niederlande im Ersten Weltkrieg begriffen hatten, dass ihre Energieversorgung im Krisenfalle nicht gesichert war, strengten sie sich im zunehmenden Maße an, zusätzlich zur Steinkohle auch die geologisch jüngere Braunkohle in kleinen Tagebaubetrieben zu gewinnen. Allerdings litt dieses nur etwa vier Jahrzehnte währende Gewerbe von Anfang an unter vielen Schwierigkeiten, weshalb es nie die Bedeutung des Steinkohlenbergbaus erlangen konnte. Spuren hinterließen die Braunkohlentagebaue dennoch, wie beispielsweise die vormaligen, seit 2005 endgültig zugeschütteten Weiher im Norden von Kerkrade-Eygelshoven. Diese waren Reste des Tagebaus Herman. Westlich des Ortsteils Hanrade befand sich der etwas größere Tagebau Anna, der über eine Kleinbahnstrecke die Braunkohle abtransportierte. Verarbeitet wurde der Großteil der durch die N.V. tot exploitatie van bruinkoolvelden Carisborg geförderten Kohle in einer Brikettfabrik westlich von Brunssum bei der Zechenkolonie Treebeek.

### Zechensterben und Strukturwandel
Nach Schließung der Bergwerke ging es der Region um Kerkrade zunächst wirtschaftlich schlecht. Ein Aktionsplan „Von Schwarz nach Grün“, der durch die niederländische Regierung vorangetrieben wurde, konnte hier zunächst nur bedingt Abhilfe schaffen. Ebenso die geplante Schaffung von Ersatzindustrien, die zu Mitnahmeeffekten führte, aber die Wirtschaft zunächst nicht ausreichend beleben konnte, um hohe Arbeitslosigkeit, Abwanderung, Berufspendlertum und soziale Probleme zu vermeiden. Kerkrade geriet im Vergleich zu anderen niederländischen Städten und Gemeinden (vor allem in der Randstad) deutlich ins Hintertreffen.
Im Umstrukturierungsprozess ist ein wesentlicher Grund dafür zu sehen, dass kaum noch Spuren des früher so prägenden Bergbaus in Kerkrade zu sehen sind. Die Bergbauflächen wurden größtenteils einer Folgenutzung übergeben, die Halden abgegraben und deren Material in der Bauwirtschaft (unter anderem im Deich- und Straßenbau) genutzt.

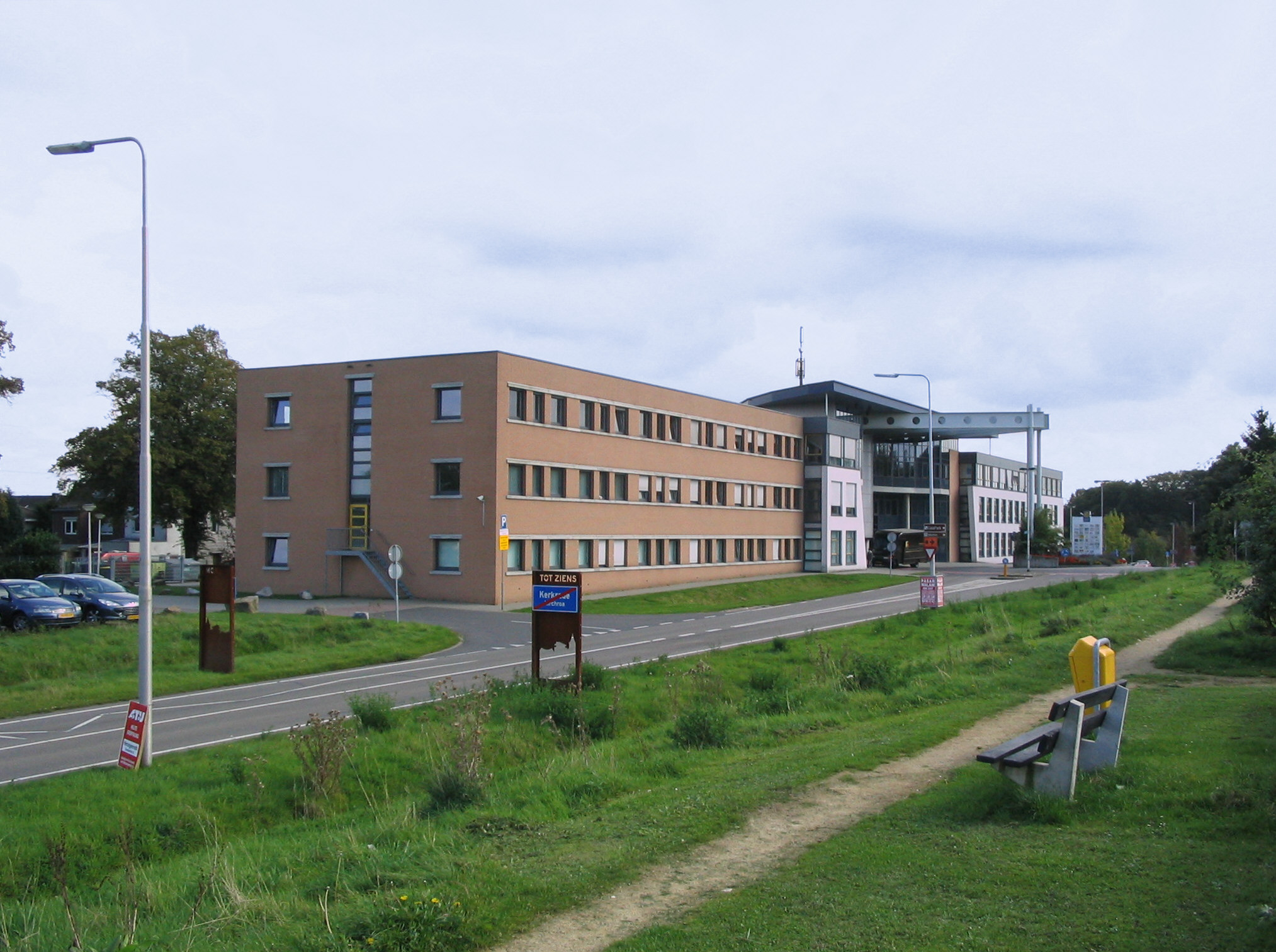
Das Eurode-Business-Center

Seither prägte Kerkrade eine stark diversifizierte Gewerbestruktur aus. Die Stadtteilzentren sind vor allem durch Gastronomie, Einzelhandel und diverse, teils höherwertige Dienstleistungen geprägt. Im Norden (Julia) sowie Westen der Stadt (Dentgenbach, Locht, Speckholzerheide) wurde seither in vier Gewerbegebieten eine Vielzahl von Büros und Produktionsstätten errichtet. Bedeutend sind Metall-, Bau- und Baustoffgewerbe, Nahrungsmittelindustrie sowie Elektronikindustrie. Dazu kommen unterschiedlichste Dienstleistungen. Die Landwirtschaft spielt kaum eine Rolle.

### Das EBC – ein europäisches Novum
An der Grenze zur deutschen Nachbarstadt Herzogenrath unweit des Klosters Rolduc liegt das grenzüberschreitende Dienstleistungszentrum Eurode Business Center, kurz EBC. Das 2001 eingeweihte Center entstand auf gemeinsame Initiative der Städte Kerkrade und Herzogenrath sowie der jeweiligen regionalen Wirtschaftsförderungsgesellschaften. Es war die erste auf einer Staatsgrenze liegende derartige Unternehmung in Europa. Das Zentrum beherbergt unter anderem staatliche Einrichtungen – darunter eine bilaterale Polizeidienststelle – Freiberufler, Privatunternehmen und Konferenzräume.

## Verkehr

### Fernstraßen
Bei Locht kreuzen sich die Kraftfahrstraßen N 300 (Buitenring Parkstad Limburg) und N 281 (Stadtautobahn Heerlen). Über diese ist Kerkrade an die Autobahn A 76 (Verlängerung der deutschen A 4 bzw. der E 314) angebunden. Darüber hinaus verbindet die N 299, die zwischen Chevremont und deutscher Grenze bei Herzogenrath als (Roderlandbaan) bezeichnet wird, Kerkrade mit Herzogenrath (dort Anschluss an die deutsche L 232) sowie mit Landgraaf, Brunssum und Hoensbroek.

### Schienenwege

#### Streckenverbindungen
| Zugtyp                | Linienverlauf | Frequenz      |
| --------------------- | --- | ------------- |
| Arriva Stoptrein RS15 | Kerkrade-Centrum – Chevremont – Eygelshoven – Landgraaf – Heerlen – Hoensbroek – Nuth – Schinnen – Spaubeek – Geleen Oost – Sittard | halbstündlich |

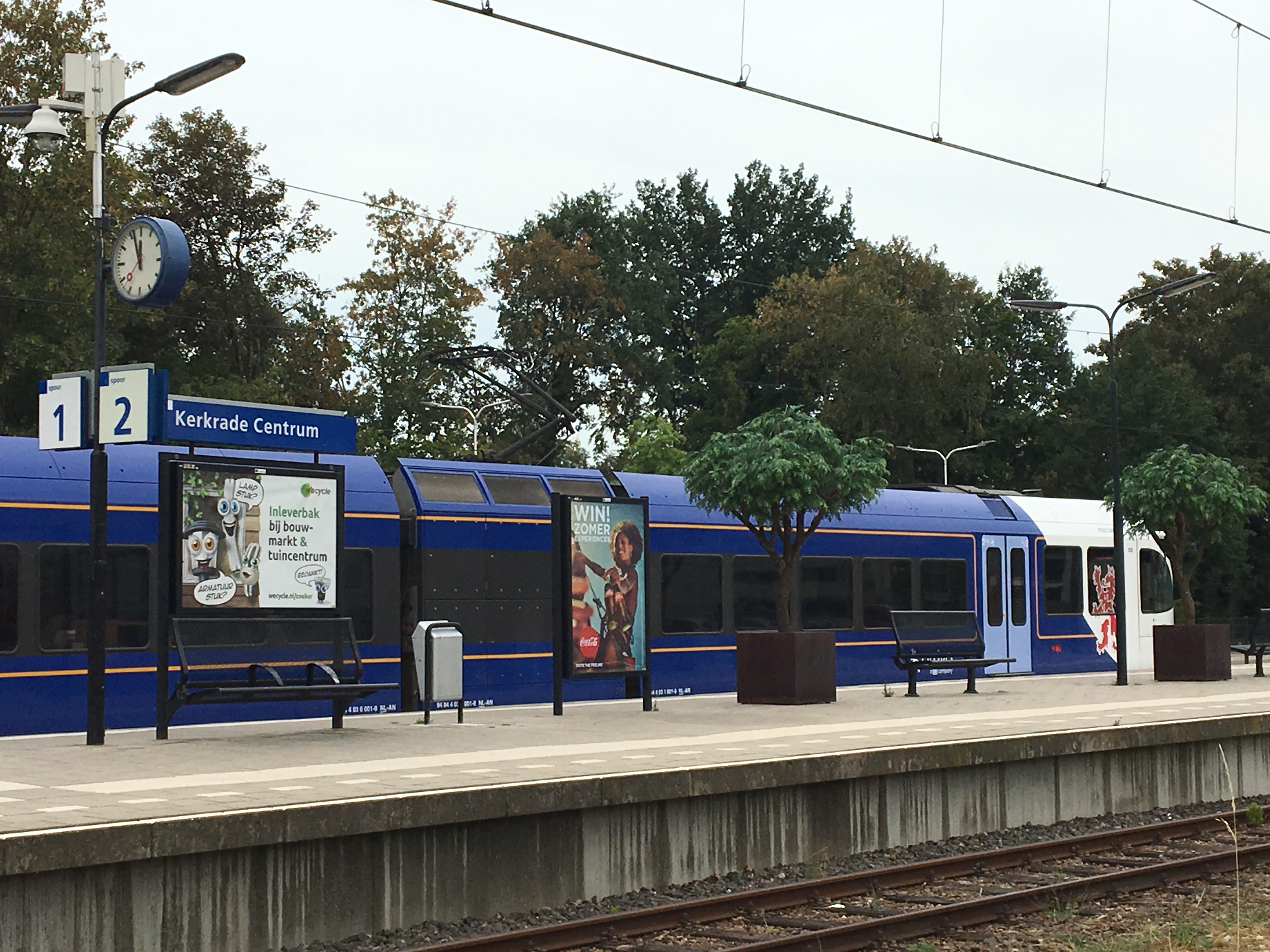
Station Kerkrade Centrum

Der Eisenbahnverkehr hatte lange Zeit für Kerkrade an Bedeutung verloren, wird aber seit der Jahrtausendwende wiederbelebt. 2007 begann in Eygelshoven der Neubau einer Haltestelle für die Euregiobahn an der Strecke Bahnstrecke Sittard–Herzogenrath. Der Standort der Haltestelle Haanrade befindet sich am Ort des früher existierenden Bahnhofs Kerkrade Rolduc. Weitere bestehende Haltestellen sind Hopel, Chevremont und Centrum, alle an der Bahnstrecke Schaesberg–Simpelveld, auch bekannt als Millionenlinie, gelegen, auf der zwischen Kerkrade und Heerlen die Regionalbahnzüge (Stoptrein) der Bahngesellschaft Arriva im Halbstundentakt verkehren.
Historisch war die Straßenbahn in Kerkrade für den regionalen und lokalen Verkehr bedeutend. An die früheren Straßenbahnlinien der Limburgsche Tramweg Maatschappij erinnert seit der Abschaffung 1950 wenig mehr als ein Tunnel an der Wijngracht, der heute durch einen Fahrradweg genutzt wird.

### Luftverkehr
Weniger als eine halbe Autostunde von Kerkrade entfernt befindet sich nahe der Gemeinde Beek der Maastricht-Aachen-Airport. Die Anzahl der Destinationen ist dort allerdings sehr begrenzt. Ein zeitweiliger Linienverkehr nach Berlin wurde nach wenigen Jahren mangels Nachfrage eingestellt. 
In einer Entfernung von etwa einer Autostunde liegen vier weitere internationale Flughäfen, nämlich in Köln-Bonn (D), Düsseldorf (D), Lüttich (B) und Eindhoven (NL). Auch der etwa 1,5 Stunden entfernte Flughafen Brüssel gehört noch zu den von hier aus häufiger genutzten Flughäfen. Insgesamt ergibt sich durch die Lage zwischen den Flughäfen die Situation, dass man über fünf Flughäfen in drei Ländern sowohl an den jeweiligen nationalen sowie an den internationalen und interkontinentalen Luftverkehr angebunden ist.

### Wasserwege
Historisch bedeutend waren die Bahnverbindungen zwischen den Bergwerken in der sogenannten Oostelijke Mijnstreek, also dem Revier um Kerkrade, Heerlen und Brunssum mit den nahe gelegenen Kohlehäfen an der Maas und am Julianakanal (in Born, Stein und Maastricht). Über diese Häfen wurde der Großteil der Kohle in die nördlichen Landesteile transportiert. Der Transport per Binnenschiff über den eigens hierfür angelegten Julianakanal, war insgesamt vergleichsweise kostengünstig, so dass niederländische Kohle bisweilen über den Rhein bis nach Süddeutschland verkauft werden konnte, während im benachbarten Aachener Revier ein Kanalanschluss heftig diskutiert, aber nie realisiert wurde, wodurch die Kohle aus dem Aachener Revier per Bahn und dementsprechend deutlich teurer zu transportieren war und dadurch mit dem Preis- auch einen Wettbewerbsnachteil erfuhr.
Auch heute ist die Anbindung an das engmaschige niederländische Wasserstraßennetz auch für Kerkrade von Bedeutung. Der ehemalige Kohlehafen von Stein ist heute ein modernes Güterverkehrszentrum (GVZ) und auch der Hafen von Maastricht ist regional bedeutend.
Sehr bedeutend ist für Kerkrade die Nähe mehrerer Seehäfen, vor allem des Hafens von Antwerpen in Belgien. Kerkrade liegt nur rund zwei Autostunden von diesem entfernt an der Autobahn A76 (deutsche A4) zwischen dem Antwerpener Hafen und dem Rhein-Main-Gebiet. Somit ist Kerkrade ein sinnvoller Standort für Unternehmen aus dem Bereich der sogenannten value added logistics.

### Radwegenetz
In Kerkrade sind die Hauptstraßen mit Radwegen versehen. In neueren Siedlungen (z. B. Op de Bossen) wird dem Fahrrad in der Verkehrsplanung vielfach der Vorrang vor dem Kraftfahrzeugverkehr eingeräumt. Ein touristisches Netz aus Radwanderwegen, die Kerkrade vor allem im Amsteltal und im Wurmtal durchziehen, ist in ein ausgewiesenes und beschildertes grenzüberschreitendes Radwegenetz integriert.

## Stadtgliederung
In den Niederlanden werden Städte und Gemeinden gewöhnlich in wijken und diese wiederum in buurten untergliedert. Wijken entsprechen in etwa deutschen Stadtbezirken oder einer Ortschaft. Buurten kann man eher als Ortsteil, Siedlungskern oder Siedlung bezeichnen. Darüber hinaus gibt es aber auch Begriffe wie dorpen (Dörfer) und wonkernen (Wohngebiete; Siedlungskerne).
Die Gemeindeverwaltung Kerkrades unterscheidet in der administrativen Praxis drei Wijken, die jeweils aus einer Anzahl Buurten bestehen:
- Kerkrade-Centrum/Oost mit den Buurten Centrum, Holz, Nulland, Bleijerheide, Rolduckerfeld, Chevremont, Erenstein, Haanrade;
- Kerkrade-West mit den Buurten Spekholzerheide, Heillust, Kaalheide, Gracht, Ham, Terwinselen, Dentgenbach/Groene Long;
- Kerkrade-Noord mit den Buurten Vink, Hopel, Eygelshoven-Kom, Waubacherveld.[49]

Diese Einteilung wird aber sehr flexibel gehandhabt. So wird etwa für die Reinigung, Pflege und Instandhaltung öffentlicher Flächen durch die Stadt ebenfalls in drei Cluster geteilt. Diese unterscheiden sich stellenweise von der Einteilung in Wijken.

## Kultur und Sehenswürdigkeiten

### Musik
Mit dem Orlandofestival findet ein alljährliches Musikereignis in Kerkrade statt. Kammermusik steht im Fokus dieses Festivals.
Der internationale World Music Concours (WMC) wird alle vier Jahre ausgerichtet und ist die bei weitem bedeutendste Musikveranstaltung in der Stadt. Dabei treten Musikkapellen (Sinfonische Blasorchester, Blaskapellen, Spielmannszüge und vergleichbare Formationen) aus aller Welt auf und in gewisser Weise auch gegeneinander an. Der WMC gilt als deren inoffizielle Weltmeisterschaft und bietet einen erstklassigen Wettbewerb in Konzerten mit Werken aus unterschiedlichen musikalischen Epochen.
Auch darüber hinaus ist Kerkrade eine Stadt, in der Musik einen hohen Stellenwert besitzt. Dafür stehen regelmäßig stattfindende Konzerte höchst unterschiedlicher Art in der Rodahalle, aber auch in kleineren Lokalitäten, wie dem oude Kerkje in Eygelshoven (einer alten Kirche). Auch moderne Musik vom Hip-Hop über Techno bis Independent sowie traditionelle Volksmusik und Kirchenchöre gehören zum musikalischen Angebot Kerkrades.
Dafür steht aber auch, dass mit Heintje aus Kerkrade bereits ein international erfolgreicher Musiker stammt.

### Museen
Der Botanische Garten Kerkrade besteht seit 1939.
Das Continium ist ein noch junges, dem Konzept nach interaktives Museum der Industriegeschichte. Es liegt unmittelbar am Bahnhof Kerkrade, wo auch die technikgeschichtlich interessanten Schienenfahrzeuge der ZLSM des Öfteren Halt machen. Das moderne Museum ist Teil des Park Gravenrode.

### Dialekt
Ein ripuarischer Dialekt, so wie das Kölsche in Köln, wird in Kerkrade und Umgebung (Vaals, Bocholtz) ziemlich viel gesprochen. Zwischen Deutsch und Niederländisch wird im Sprachgebrauch auch einfach gewechselt.

### Park Gravenrode
An erster Stelle sind in Kerkrade die Sehenswürdigkeiten neueren Datums zu nennen, wozu neben dem modernen, interaktiven technikgeschichtlichen Museum Industrion auch die seit April 1995 ebenso die Zuid-Limburgse Stoomtrein Maatschappij (ZLSM) mit ihrer von Dampflokomotiven bedienten touristischen Bahnstrecke zwischen Kerkrade und Schin op Geul Kerkrade-Centrum. Die Züge der Z.L.S.M. verkehren überwiegend im Sommer und sind häufig auch auf der Strecke von Kerkrade via Laandgraaf nach Heerlen zu sehen.
Allerdings hat Kerkrade neben diesen Attraktionen auch traditionelle Sehenswürdigkeiten, Denkmäler und Grünflächen sowie moderne Architektur zu bieten.
Den Zechensiedlungen, aus denen die denkmalgeschützte und renovierte Kolonie auf der Hopel herausragt, stehen die Flats der 1960er und 1970er Jahre in Bleijerheide und Rolduckerfeld gegenüber. Neuere Siedlungen verbinden den Charakter der Bergmannssiedlung mit neuzeitlicher Siedlungsplanung und einem architektonischen Stilmix.

### GaiaZOO
Mit dem GaiaZOO wurde 2005 ein Tierpark in Kerkrade eröffnet, der sich am sogenannten Gaia-Gedanken orientiert. Das heißt, der Besucher betrachtet die im Park vorgestellten Lebensräume als ein Ganzes (Tier, Landschaft und Mensch).

## Religion
Allgemein hat insbesondere die römisch-katholische Kirche als Glaubensgemeinschaft in Kerkrade große Bedeutung. Seit dem frühen 20. Jahrhundert sind infolge inländischer Zuwanderung aber auch evangelische Gemeinden entstanden. Am Kaalheidersteenweg befindet sich beispielsweise eine Neuapostolische Gemeinde. Seit den 1960ern nimmt auch die Zahl der Anhänger nicht-christlicher Glaubensgemeinschaften, darunter überwiegend Muslime, durch Zuwanderung zu.

### Abtei Rolduc

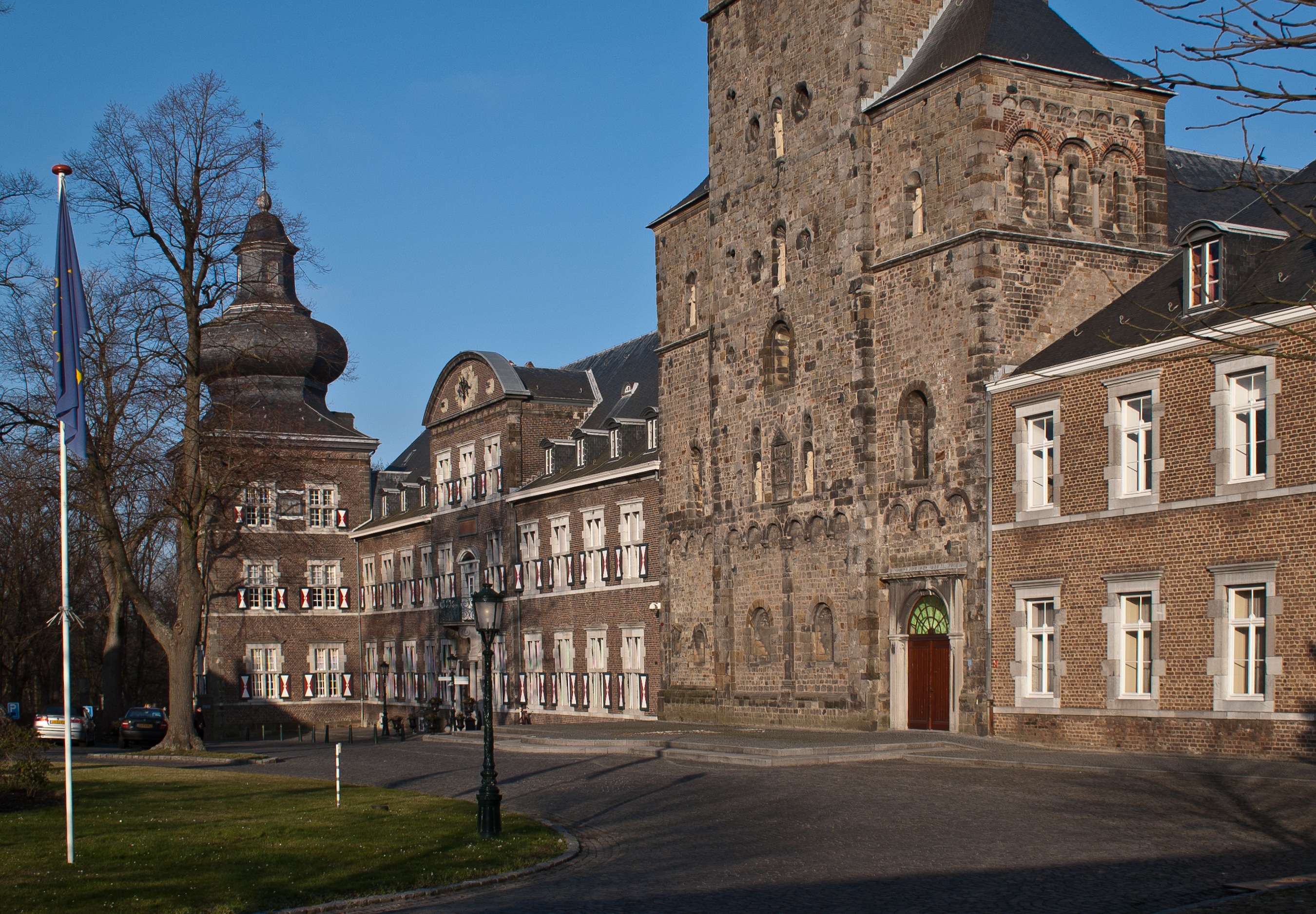
Abtei Rolduc

Von grenzüberschreitender Bedeutung ist sowohl historisch als auch architektonisch die Abtei Rolduc, die ihresgleichen in den Niederlanden vergeblich sucht und wesentlich zur Entwicklung Kerkrades beitrug. Die bedeutungsvolle Geschichte des Klosters wurde bereits ab dem 12. Jahrhundert in den Annales Rodenses aufgeschrieben, die durch den Abt Nikolaus Heyendal Anfang des 18. Jahrhunderts maßgeblich überarbeitet und fortgeführt worden sind und durch einen der letzten Stiftsherren, Simon Peter Ernst, als Supplement herausgegeben wurden. In der Krypta der kunsthistorisch interessanten Abteikirche ist das Grab des Klostergründers Ailbertus von Antoing zu sehen, in dem nach neueren wissenschaftlichen Erkenntnissen doch nicht dessen Gebeine aufbewahrt werden, die eigentlich Ende des 19. Jahrhunderts exhumiert und hier beigesetzt werden sollten. Darüber hinaus besitzt das Kloster eine sehenswerte Rokoko-Bibliothek. Es diente im 18. und 19. Jahrhundert lange Zeit als katholisches Priesterseminar, welches vor allem für die Ausbildung und Erziehung des katholischen Priesternachwuchses im Bistum Roermond verantwortlich war. Auch im 20. Jahrhundert bildete man hier noch Seelsorger aus bzw. bereitete Schüler auf eine kirchliche Laufbahn vor. Ein katholisches Gymnasium ist noch immer in einem Trakt des Klosters untergebracht, außerdem stehen Unterkünfte und Tagungsräume für Besucher bereit. Die Abtei bietet häufig die Kulisse für Hochzeiten und andere Feierlichkeiten.
Außer der ehemaligen Augustinerabtei existierten in Kerkrade weitere Klöster, so etwa St. Elisabeth am Amstelbach unweit des Kasteel Erenstein. Es steht auf den Fundamenten einer ehemaligen Burg, Kasteel ’s Herenanstel, die sich 1550 bis um 1800 im Besitz des Klosters Rolduc befand. Ein weiteres Kloster (Stift) bestand im Ortsteil Holz. Im Zentrum findet man das noch genutzte Levend Vredesmonument, ein kleines und schlichtes Kloster mit Kapelle. Weitere Klöster gab und gibt es zum Teil noch in den Ortsteilen Kaalheide (Dienaressen van het Heilig Sacrament/Witte Zusters), in Bleijerheide (Kloster Maria von den Engeln, Franziskaner) und in Chevremont. Die Franziskaner (OFM) siedelten während des Kulturkampfes in Preußen über und erwarben unmittelbar an der Grenze in Bleyerheide ein Grundstück, wo sie ihr Kloster, ein Seminar und eine neogotische Backsteinkirche errichteten. Ein bekannter Schüler des Augustinerseminars war der spätere NS-Propagandaminister Joseph Goebbels.

### Kirchen, Kapellen, Wegkreuze

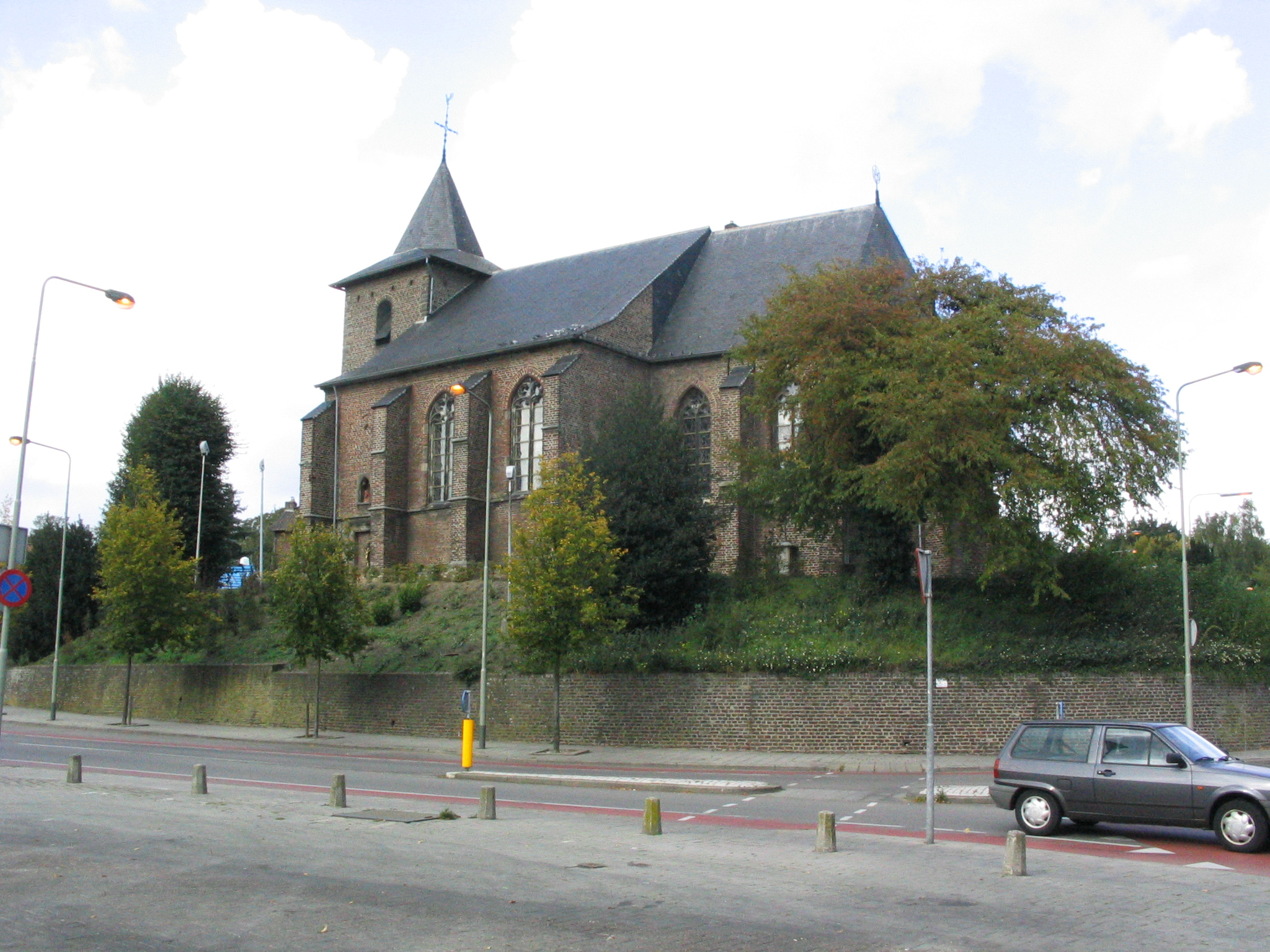
Die denkmalgeschützte Oude Kerke im Ortsteil Eygelshoven

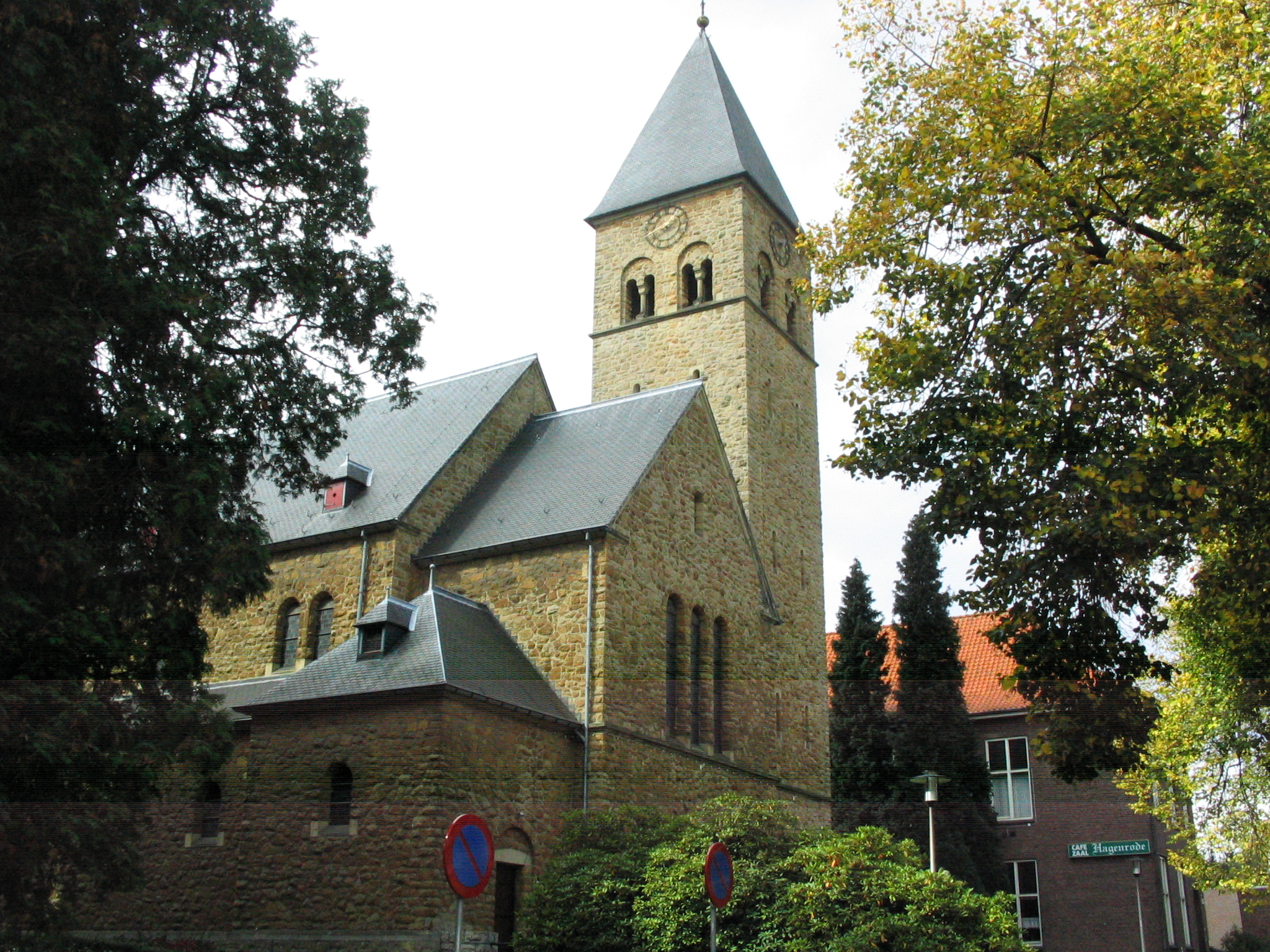
Heilig-Hart-van-Jezus-Kerk in Kerkrade-Haanrade. Dieser Kirchenbau aus regionaltypischem Naturstein stammt aus der Zeit kurz vor dem Zweiten Weltkrieg

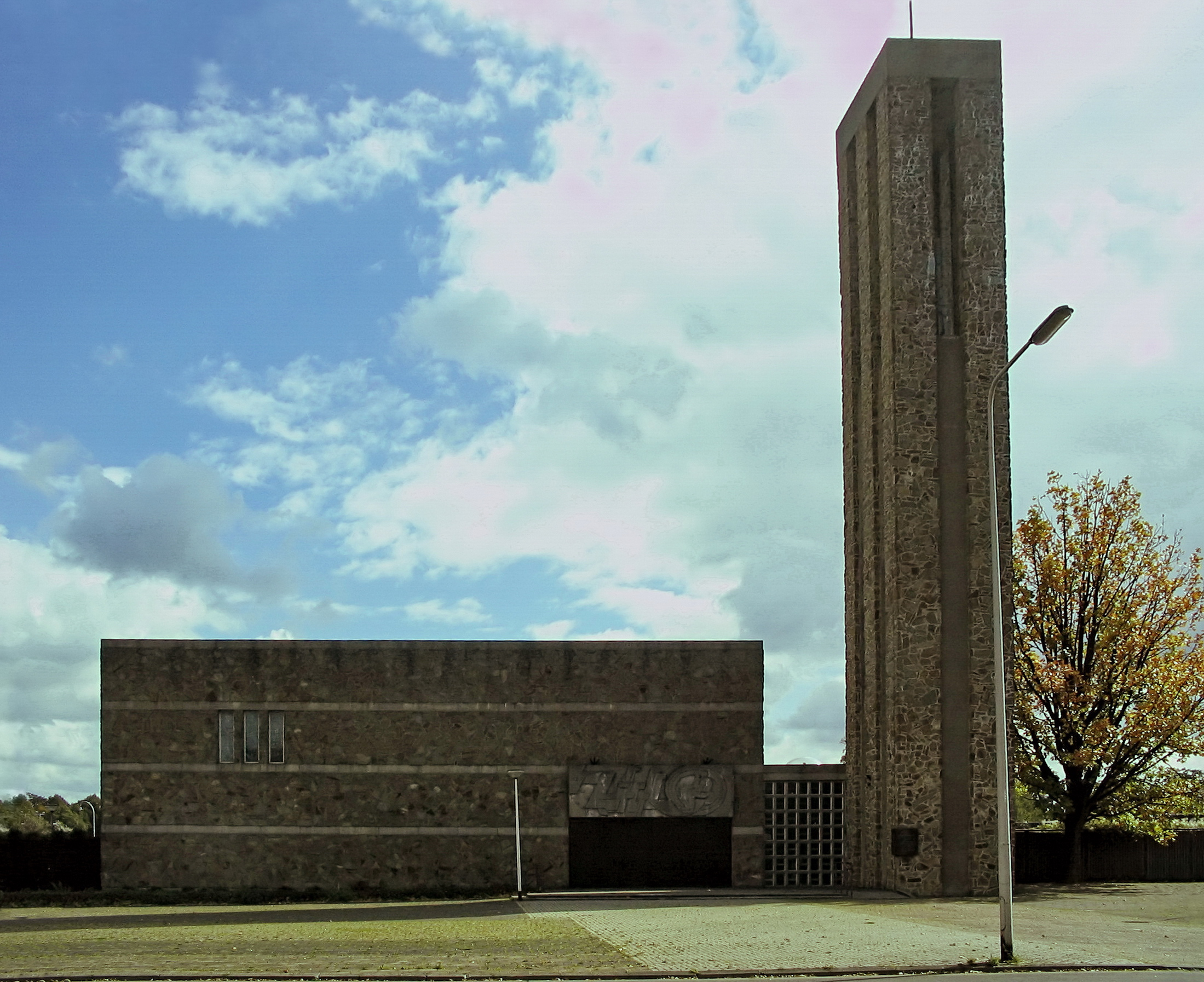
Die am 9. Januar 1965 eingeweihte Kirche Blijde Boodschap

Einzelne Kirchen in Kerkrade reichen in ihren Ursprüngen bis ins Mittelalter zurück und blicken auf eine lange Geschichte zurück, wie St. Johannes de Doper in Eygelshoven, eine lokal als Oude Kerkje (siehe Bild) bezeichnete romanische Kirche, deren Ursprung bis ins 13. Jahrhundert zurückverfolgt wird, oder die zwischenzeitlich zerstörte und wiederaufgebaute St. Lambertuskerk im Centrum. Die aus dem Jahr 1108 datierende Vorgängerin dieser bis 1851 einzigen Kirche Kerkrades gab der Stadt ihren Namen.
Neben diesen sind aber insbesondere die Kirchenbauten des zwanzigsten Jahrhunderts besonders hervorzuheben. Zwar fielen mindestens zwei Kirchen in den 1920er und 1930er Jahren entstandenen Kirchenbauten in Chevremont und Rolduckerfeld Bergschäden und der Stadterneuerung zum Opfer, gleichwohl finden sich hier zahlreiche aus diesen Jahren stammende Kirchen, wie beispielsweise Heilig Hart van Jezus, in Haanrade (siehe Bild), Onze Lieve Vrouw van Lourdes, Gracht, die Catharinakerk, Holz, aber auch die deutlich jüngeren Blijde Boodschapkerk (Frohe-Botschaft-Kirche, siehe Bild) in Rolduckerfeld/Chevremont und die Kirche Onze Lieve Vrouw Tenhemelopneming in Chevremont.
Neben diesen existieren weitere Kirchenbauten. Sie sowie eine Anzahl kleinerer Kapellchen und eine größere Anzahl von meistens deutschsprachige Inschriften enthaltenden Wegkreuzen weisen auf die überwiegend katholische Prägung Kerkrades hin. Der prägende Einfluss des katholischen Glaubens ist darüber hinaus auch durch die vielen römisch-katholischen Vereine sowie viele konfessionelle Schulen und soziale Einrichtungen dokumentiert. Viele ältere Gebäude besitzen in Mauernischen und Giebeln Marienbildnisse oder andere Giebelfiguren. Im Ortsteil Haanrade befindet sich eine Lourdesgrotte.

### Liste der katholischen Kirchen im Dekanat Kerkrade
- Antonius van Padua (Bleijerheide)
- Bernardus (Ubachsberg)
- Blijde Boodschap (Kerkrade)
- Catharina (Holz)
- Heilig Hart van Jezus (Haanrade)
- Jacobus de Meerdere (Bocholtz)
- Johannes de Doper (Eygelshoven)
- Johannes de Doper (oud gotisch kerkje) (Eygelshoven)
- Jozef (Kaalheide)
- Jozef Arbeider (Huls)
- Jozef en Norbertus (Kerkrade)
- Lambertus (Kerkrade)
- Maria Goretti (Nulland)
- Martinus (Spekholzerheide)
- Onze Lieve Vrouw Onbevlekt Ontvangen (Terwinselen)
- Onze Lieve Vrouw Tenhemelopneming (Chèvremont)
- Onze Lieve Vrouw van Altijddurende Bijstand (Heilust)
- Onze Lieve Vrouw van Lourdes (Gracht) (ca. 2014 abgerissen)
- Pastoor van Ars (Eygelshoven)
- Remigius (Simpelveld)
- St. Maria zu den Engeln (Kerkrade) (Kirche der Priesterbruderschaft St. Pius X.)

Simpelveld, Bocholtz und Ubachsberg liegen außerhalb Kerkrades in der Gemeinde Simpelveld, gehören jedoch zum Dekanat Kerkrade.

## Sport

### Sportvereine
Neben dem kulturellen Leben wird auch dem Sport in Kerkrade ein hoher Stellenwert beigemessen. Bekanntestes sportliches Aushängeschild der Stadt ist der Fußballverein Roda Kerkrade, der im Stadion „Parkstad Limburg“ seine Heimspiele austrägt. Bis Ende der 1990er spielte der Verein im Stadion auf der Kaalheide, seither im Parkstad Limburg Stadion. Der Bundesligatrainer Huub Stevens war Trainer bei Roda JC, mit denen er im UEFA-Pokal-Wettbewerb 1996/97 gegen den Bundesligisten FC Schalke 04 ausschied, bevor er wenige Wochen später Jörg Berger auf dem Trainerposten des FC Schalke 04 folgte, um mit diesem Verein den UEFA-Pokal schließlich doch noch zu gewinnen.
Roda JC ging aus einer Anzahl älterer Fußballclubs hervor. Diese waren der FC Kerkrade, SV Bleijerheide (1954 fusionierten beide zu Roda Sport), SV&AV Juliana und Rapid’54. Auch letztere fusionierten Ende 1954 zu Rapid Juliana Combinatie, kurz Rapid JC. Dieser Club, Rapid JC, feierte in der Saison 1955/56 nach den damals ausgetragenen Play-off-Spielen den ersten und bislang einzigen Meistertitel eines Fußballvereins aus Kerkrade. Überhaupt war das Jahrzehnt nach dem Zweiten Weltkrieg das erfolgreichste für den Kerkrader Fußball. Zeitweilig spielten drei Profimannschaften aus der Bergbaustadt gleichzeitig in der höchsten niederländischen Spielklasse. Viele Spieler und Trainer aus Kerkrade machten national und international von sich reden.
Weitere Sportvereine aus Kerkrade sind (Auswahl):
- Fußball: SVA Bleijerheide, RKTSV Wilhelmina Terwinselen, RKVV Chevremont, LHC Eygelshoven, KVC Oranje 1911 Kerkrade. RKVV Haanrade. FC Kerkrade-West. RKVV Miranda und VV Achilles’67 Kerkrade. etc.
- Leichtathletik: Atletiekvereniging Achilles Top
- Handball: HV Kerkrade (erfolgreich in den 1970 und 1980ern als Zweitligist in den Niederlanden sowie als Talentschmiede)
- Volleyball: VC Furos (Chevremont)
- Schwimmen: KZC Eurode Kerkrade. KZP Kerkrade (Schwimmen und Polo)
- Kampfsport: JV Terwinselen (Judo & Jiu Jitsu), JC Arashi Nulland (Judo), Taekwondo Hapkido Cheon Kwon (Taekwondo)
- Schießsport: Koninklijke Schutterij St.Michael Chevremont. Schietvereniging Ricochetgel. Schuttersbroedershap St.Sebastianus Kerkrade (ältester urkundlich belegter Verein in Kerkrade); Schietsportvereniging A-Team Kerkrade. St.Hubertus Haanrade. St.Catharinagilde Kerkrade-Holz etc.
- Sonstige Sportvereine: G.B.V. ’t Pumpje (Billard, Golf); TC Laura-Hopel (Tennis), TC Kerkrade’54 (Tennis), DVC Kerkrade (Dart), SKC Kegelvrung’69 Kerkraadse Schaak Vereniging (Schach), Honk- en Softbalclub Samacols (Soft- und Schlagball)

### Sportstätten

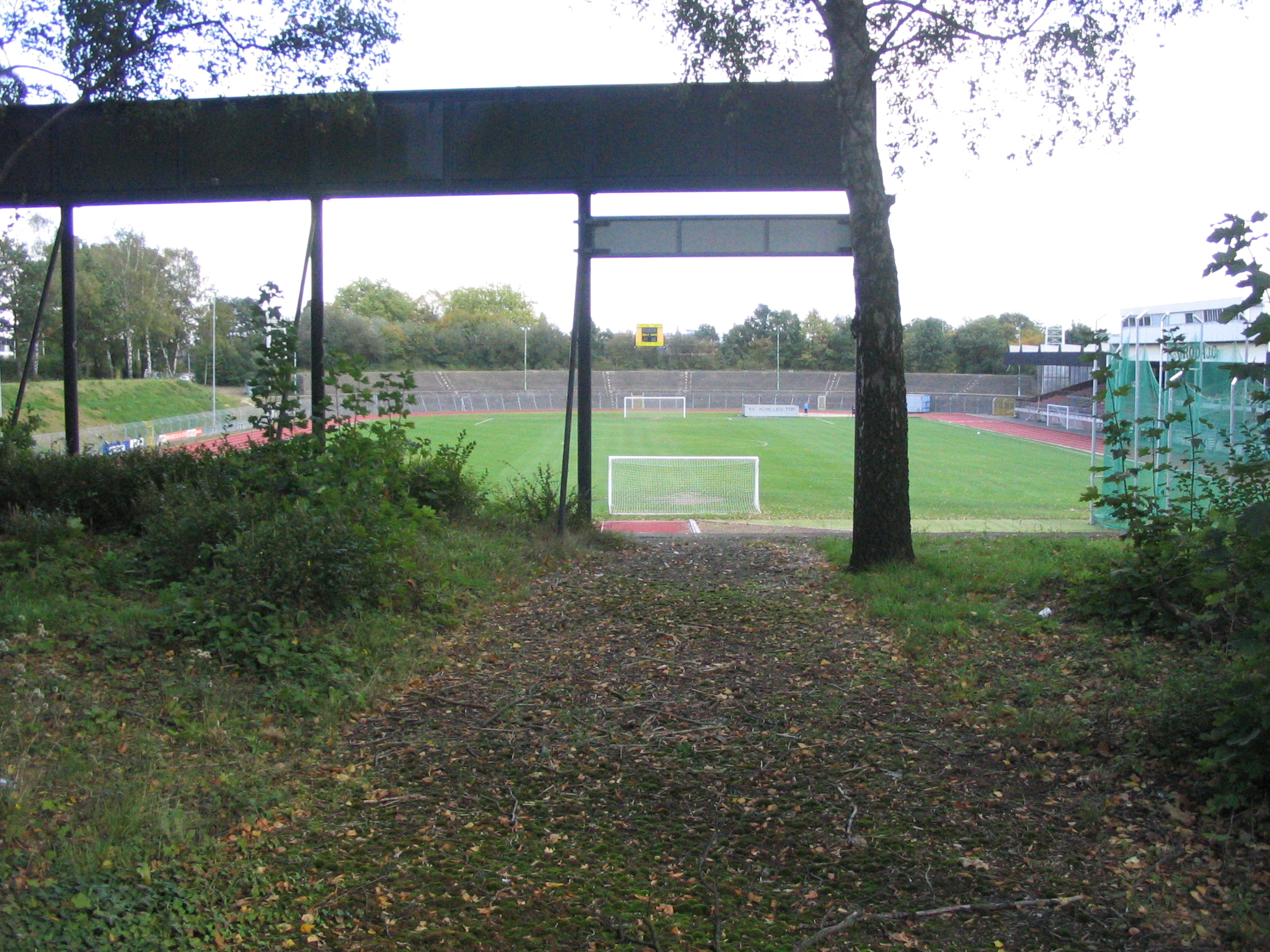
Das frühere Stadion des Profifußballclubs Roda Kerkrade im Ortsteil Kaalheide dient nur noch als Trainingsgelände

Die bekannteste Sportstätte Kerkrades liegt an der Grenze zu Heerlen – das Parkstad Limburg Stadion. Darüber hinaus gibt es zahlreiche weitere Sportstätten, wobei die große Anzahl Fußballplätze besonders erwähnenswert ist. Nicht nur die große Anzahl an Spielfeldern, sondern auch deren stets hervorzuhebender Zustand ist bemerkenswert. Es gibt nahezu ausschließlich Rasenplätze. In den bedeutenderen Siedlungskernen (Wijken) sind in der Regel Sporthallen und weitere Sportstätten zu finden. Weitere Sportstätten befinden sich bisweilen in Gaststätten, so etwa Schießbahnen oder Kegelbahnen (Bundeskegelbahnen stets nach deutschem Standard). Das Stadion auf der Kaalheide ist für die Austragung von Leichtathletikveranstaltungen ausgestattet. Im Zentrum der Stadt liegt mit dem Recreatiecentrum D’r Pool, einem Wellness-Center und Hallenbad, ein Stützpunkt für den Schwimmsport. Daneben finden sich mehrere Tennisplätze, Schießbahnen und Schützenwiesen, Bolzplätze und weitere Sportgelegenheiten.

### Sportveranstaltungen
Seit 1965 wird der Abdijcross jährlich auf dem Gelände der Abtei Rolduc ausgetragen.

## Kerkrader Persönlichkeiten

### Bürgermeister der Stadt Kerkrade
Die folgende Auflistung benennt die Bürgermeister seit dem Jahr 1850. Seit 1982 ist die ehemals selbständige Gemeinde Eygelshoven eingemeindet worden. Seitdem stehen die Bürgermeister von Kerkrade auch in der Nachfolge der früheren Bürgermeister von Eygelshoven.

#### Bürgermeister von Kerkrade
| Amtszeit  | Bürgermeister                     |
| --------- | --------------------------------- |
| 1836–1850 | Willem Vaessen                    |
| 1850–1866 | Jacques Herry                     |
| 1866–1870 | J. Henri Jan Savelberg            |
| 1870–1880 | Winand L.J. Franssen              |
| 1880–1901 | Karl I.J. Daelen                  |
| 1901–1909 | Dominique J.M. Savelberg          |
| 1910–1915 | M. Hendricks                      |
| 1916–1941 | Gerardus Hubertus Alphonse Habets |
| 1941–1943 | A.M.P. Thomassen                  |
| 1943–1944 | T.A.A.M. Copray                   |
| 1944–1948 | Gerardus H.A. Habets              |
| 1948–1951 | Albertus P.J.M. Lempers           |
| 1951–1957 | Cornelus Johannes Gerardus Becht  |
| 1958–1964 | Theo Ghijsen                      |
| 1970–1982 | Jo Smeets                         |

#### Bürgermeister von Kerkrade und Eygelshoven
| Amtszeit  | Bürgermeister       |
| --------- | ------------------- |
| 1982–1989 | Jo Smeets           |
| 1989–1994 | Jan Mans            |
| 1994–2000 | Thijs Wöltgens      |
| 2000–2019 | Jos Som             |
| seit 2019 | Petra Dassen-Housen |

### In Kerkrade geboren
- Wiel Coerver (1924–2011), Fußballtrainer, der im Alter von 83 Jahren noch als Trainer aktiv war und nach dem eine Trainingsmethode (Coerver-Methode) benannt wurde[55]
- Willem Hoefnagels (1929–1978), ehemaliger Politiker und Ökonom, war Mitglied der KVP und von 1965 bis 1966 Staatssekretär für Finanzen und Steuern
- Peter D. Groenewegen (Peter Diderik Groenewegen; 1939–2018), niederländisch-australischer Wirtschaftswissenschaftler
- Frans Wiertz (* 1942), emeritierter römisch-katholischer Bischof von Roermond
- Thijs Wöltgens (1943–2008), Politiker der PvdA, Mitglied der Ersten und Zweiten Kammer des niederländischen Parlaments; Bürgermeister von Kerkrade
- Willy Brokamp (* 1946), Fußballspieler bei MVV Maastricht und Ajax Amsterdam, lernte als gebürtiger Kerkrader im Ortsteil Chevremont das Laufen und Fußballspielen (bei RKVV Chevremont) und entwickelte dort, wo immer noch eine Vielzahl an Gaststätten bestehen, seine Vorliebe für die Gastronomie
- Wiel Kusters (* 1947 in Spekholzerheide), Schriftsteller der Gegenwart, Dichter, Kolumnist und Dozent
- Gerd Leers (* 1951), Politiker des CDA, von 2010 bis 2012 Minister für Einwanderung und Asyl im Kabinett Rutte I
- Frank van Hemert (* 1956), Maler und Grafiker
- Jörg Müller (* 1969), deutscher Automobilrennfahrer
- Janine Kitzen (* 1978), Opernsängerin
- Mark Flekken (* 1993), Fußballspieler
- Mitchel Paulissen (* 1993), Fußballspieler
- Joshua Brenet (* 1994), Fußballspieler
- Jannah Sonnenschein (* 1996), Schwimmerin